# Українці Аргентини
В Аргентині постійно проживає сьома за чисельністю українська діаспора у світі, яка налічує близько 250—300 тисяч осіб. Більшість сучасних українців Аргентини є нащадками переселенців попередніх часів (кінець XIX ст. — перша половина XX ст.), вони не розмовляють українською мовою, але зберегли свою етнічну ідентичність та інтерес до України, її історії та сьогодення.
Більша частина етнічних українців мешкає у столиці і провінції Буенос-Айрес (більше 100 тис.) та провінції Місьйонес (близько 130 тис.). Місцями компактного проживання є також провінції Чако (30 тис.), Кордова (15 тис.), Мендоса (10 тис.), Формоса (6 тис.), Ріо-Негро (3 тис.) та Коррієнтес (3 тис.). У провінціях Мендоса, Формоса, Буенос-Айрес українці складають близько 1 % населення, у провінції Місьйонес — до 9 %, у Чако — до 4 %.

## Історія формування української діаспори в Аргентині
Коли саме до Аргентини прибули перші українці достеменно невідомо, але в аргентинських документах особи з українськими прізвищами згадуються з кінця XVII ст.. Точна кількість українських мігрантів в різні періоди часу також невідома, оскільки України як окремої держави на той час, коли відбувалося масове переселення до Аргентини, не існувало, тому в офіційних аргентинських документах українці фігурували за країною походження — як австрійці, росіяни, поляки тощо.
В еміграційному русі українців до Аргентини дослідники зазвичай виокремлюють чотири основні періоди (хвилі):
- перша хвиля — з 1897 до 1914 року, близько 10-14 тис. осіб.
- друга хвиля — з 1922 до 1939 року, близько 50-95 тис. осіб
- третя хвиля — з 1946 до 1951 року, близько 5-6 тис. осіб
- четверта хвиля — з 1993 до 2000 року, близько 7 тис. осіб

Деякі експерти також виділяють п'яту хвилю міграції, яка розпочалася 2014 року.

### Перша хвиля

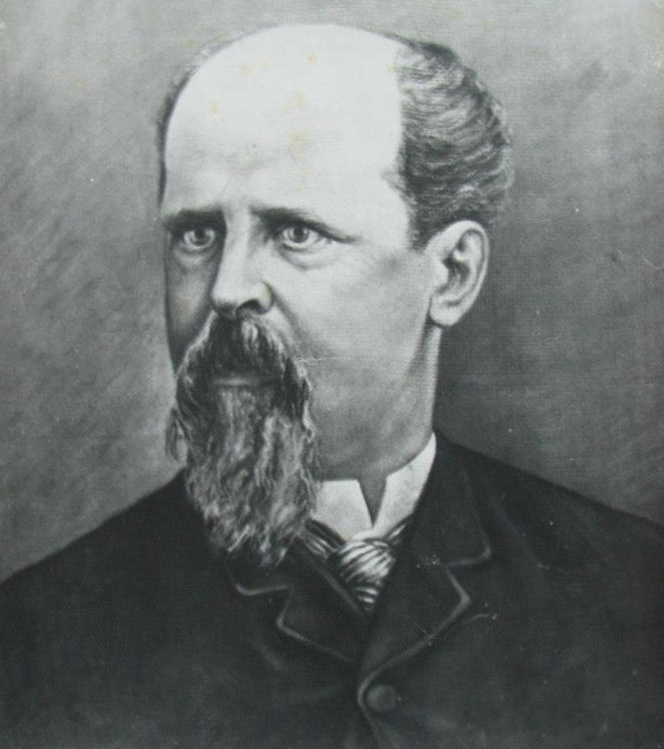
Хуан Хосе Лануссе

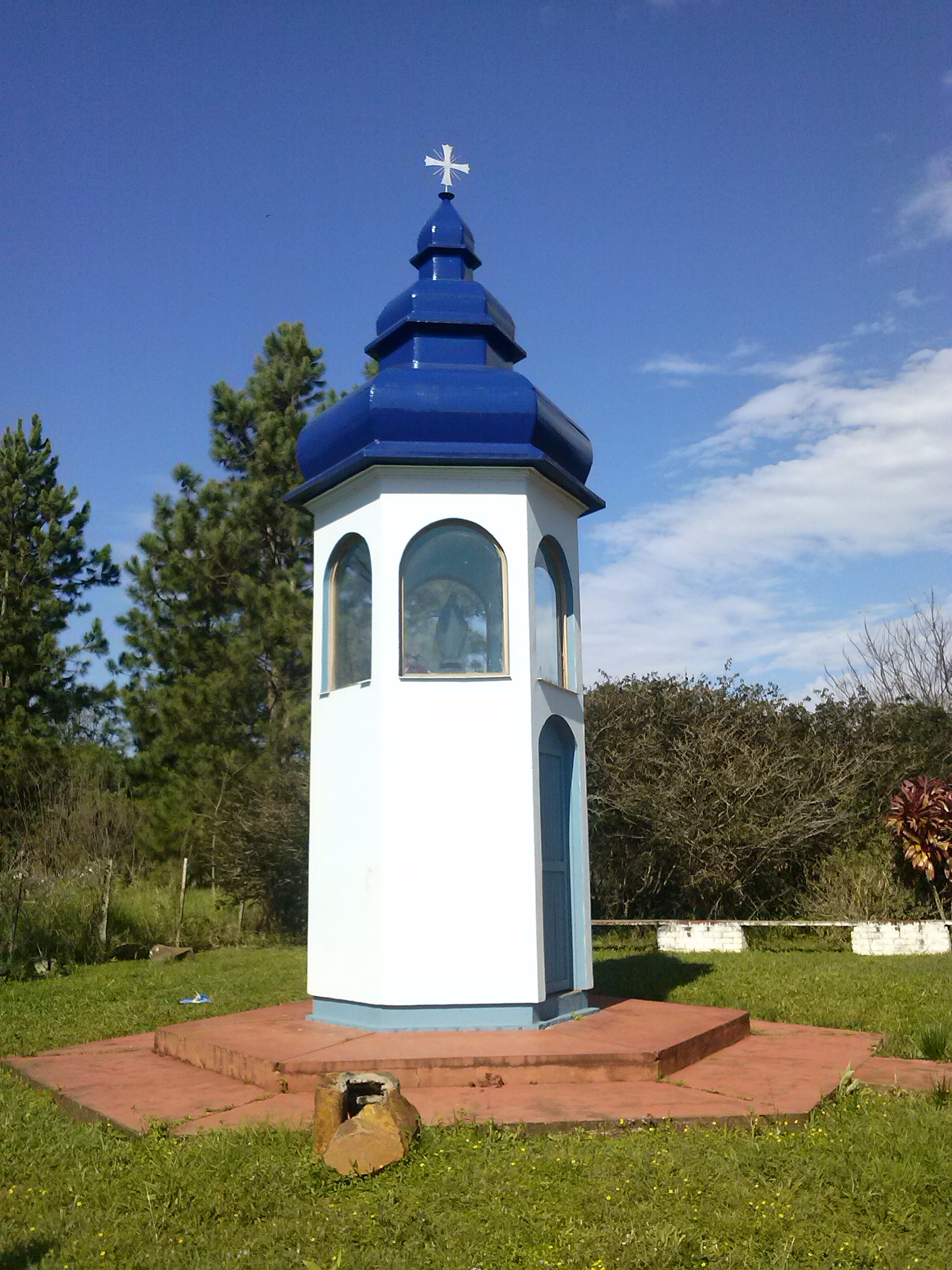
Українська каплиця у провінції Місьйонес

Традиційно вважається, що еміграція першої хвилі українців в Аргентину почалася з кінця XIX ст. Точна дата не відома, але деякі дослідники вважають, що перші українці прибули до цієї країни близько 1890 року, інші наводять 1881 рік. Поштовхом до їх виїзду стали безземелля, безробіття та діяльність еміграційних бюро. Перша хвиля визначають як трудову, тому що економічний мотив від'їзду мав першорядне значення. Більшість переселенців їхали з України, не маючи наміру і часто змоги повернутися. Політика аргентинського уряду, в тому числі Закон від 19 жовтня 1876 р., сприяла приїзду іммігрантів саме до цієї країни.
Вважається, що першим українським поселенням в Аргентині стало місто Апостолес, куди вони прибули 27 серпня 1897 року. Цю дату часто вважають початком українською міграції в Аргентину. Долею українців на новому місці особисто опікувався губернатор провінції Місьйонес Хуан Хосе Лануссе, який мав намір заселити цю майже безлюдну на той час територію хліборобами. Перші поселенці отримували земельні ділянки у 25 га або 50 га у кредит на 50 років, аргентинський уряд надавав їм допомогу у вигляді сільськогосподарського приладдя, насіння, худоби для розведення тощо.
Здебільшого переселенці першої хвилі походили з західних і південних регіонів України, переважно зі Східної Галичини (Покуття, Західне Поділля, Лемківщина). Крім того, 1904—1905 з Бразилії до Аргентини переселилося близько 5 тис. вихідців з Чернігівщини.
Українці, що прибули до Аргентини наприкінці XIX століття та до Першої світової війни, за своїм соціальним складом були в основному селянами, що й обумовило їх подальшу виробничу діяльність. Вони займалися вирощуванням цукрової тростини, рису, тютюну, але перш за все — мате. Вважається, що першою людиною, яка стала вирощувати чай у провінції Місьйонес, також був українець Володимир Гнатюк з міста Трес-Капонес. Українці в провінції Місьйонес також розвивали садівництво, вирощуючи лимони, помаранчі, маслини, горіхи, а подекуди й банани. Майже кожен поселенець тримав худобу і займався виробництвом молочних виробів.
Крім селян, до Аргентини прибули українці, які походили з міст і часто мали досвід заробітчанської праці в Європі. Вони здебільшого осіли в столиці і м. Беріссо (передмістя Буенос-Айреса). Вони стали працювати на будівництві, залізниці, у портах, на підприємствах харчової промисловості, як обслуга та сезонні робітники.
Загалом під час першою хвилі міграції до провінції Місьйонес прибуло близько 10 тис. українців, ще приблизно 4 тисячі оселилися в м. Беріссо (передмістя Буенос-Айреса). Декілька сотень українських євреїв, які прибули до Аргентини 1891 року осіли у м. Карлос-Касарес та провінції Ентре-Ріос.

### Друга хвиля

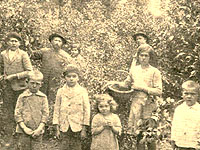
Українці збирають врожай мате у Трес-Капонес (1920)

Загалом у міжвоєнний період з України до Аргентини прибуло за різними підрахунками від 50 до 95 тис. осіб. Це зумовив сприятливий характер імміграційного законодавства Аргентини, а також те, що там вже була українська громада, яка з одного боку, підтримувала новоприбулих, допомагала їм уникнути деяких труднощів життя у чужій країні, а з іншого, сама міцнішала за рахунок патріотів, які активізували організоване життя аргентинських українців.
Склад другої хвилі міграції був набагато більш різноманітний, ніж попередньою, тут були вихідці з багатьох регіонів України (Галичини, Волині, Полісся, Буковини, Закарпаття), представники різних віросповідань. Особливо великий потік емігрантів з Західної України був у 1924—1932 роках. Цього разу Україну залишали не тільки селяни, але й робітники, науковці, митці, які виїздили за кордон не лише з економічних як це було раніше, але й з соціально-політичних причин. Частина емігрантів були учасниками національно-визвольного руху в Україні.
Значна частина мігрантів-селян влилися до українською громади провінції Місьйонес, оселившись у містах Апостолес, Азара, Лас-Тунас, Трес-Капонес, а також заснувавши нові поселення в Обері, Леандро-Н-Алемі, Посадасі та південній частині провінції. В той же час постають нові українські поселення в інших сільськогосподарських регіонах Аргентини: Чако, Мендосі, Формосі, Кордові, Ентре-Ріосі, Коррієнтесі, Ріо-Негро, сільській частині провінції Буенос-Айрес.
Основним заняття українців у провінції Чако було вирощування бавовнику, сорго та випасання худоби, в Місьйонес — тютюну і чаю. В провінції Мендоса, де українці також поселялись компактною групою, вони займалися виноградарством і виноробством, садівництвом, городництвом. Багато українських сімей в степових провінціях Аргентини займалися хліборобством.
Більше половини мігрантів другої хвилі осіли у Буенос-Айресі та його близьких околицях, а також великих аргентинських містах (Кордова, Росаріо). Це була переважно інтелігенція та заробітчани, які планували в майбутньому повернутися до України. Досить велика група українців почала працювати на промислових підприємствах, часто виконуючи фізично важку низькооплачувану роботу, оскільки Аргентина не визнавала на той час дипломів іноземних держав, окрім Іспанії, Італії та деяких латиноамериканських країн.

### Третя хвиля
Третя міграційна хвиля була нечисленною, але завдяки своєму складу мала значний вплив на життя української діаспори в Аргентині.
Близько 5-6 тис. українців прибули до Аргентини у 1946—1950 роках, тікаючи від комуністичного режиму. Вони були здебільшого учасниками національно-визвольного руху в Україні чи особами, які свого часу були вивезені з України до Німеччини на примусові роботи, тому причини еміграції були політичними. Багато з представників цієї імміграційної хвилі були університетськими професорами, офіцерами чи кваліфікованими працівниками, мали освіту та високий рівень політичної свідомості, що значно активізувало суспільне життя української громади і сприяло розвитку емігрантських організацій.
Більшість новоприбулих осіла в Буенос-Айресі та околицях столиці, оскільки вважала, що їх переїзд до Аргентини є тимчасовим і при нагоді вони повернуться в Україну. З цієї хвилі, на відміну від попередніх, майже ніхто не займався сільським господарством. Починаючи здебільшого як прості робітники, вони, завдяки кваліфікації, набутій ще в Україні чи Західній Європі, швидко добивалися високих посад або створювали власні підприємства. Деякі з мігрантів цієї хвилі отримали посади в аргентинських органах державної влади.
Близько 3 тис. українців, здебільшого переселенців третьої хвилі, у 1950-х роках перебралися з Аргентини до США і Канади. Причинами цього стали неможливість знайти роботу за фахом, економічна криза в країні та прихід до влади Перона.
У повоєнні роки відбувалася також широко розрекламована у радянських засобах масової інформації часткова репатріація міжвоєнної заробітчанської еміграції з Аргентини. Близько 3 тис. українців повернулися до СРСР, оскільки радянська пропаганда їм обіцяла чудові перспективи. Доля цих репатріантів в Радянському Союзі склалася по-різному. Незважаючи на те, що вони були відновлені в правах громадянства, частина з них (приблизно третина) так і не змогла пристосуватися до умов життя в радянській країні і повернулася назад в Аргентину. Деякі, особливо діти зі змішаних шлюбів, влилися в колективи вузів та шкіл, ставши викладачами іспанської мови. Багато аргентинських українців, які хотіли повернутися до Аргентини з СРСР, не змогли цього зробити, оскільки радянська влада не випускала їх, а аргентинський уряд не бажав їх приймати, вважаючи комуністами.
У повоєнний час до Аргентини з сусідніх з нею країн почали перебиратися деякі українці. Причиною цього стала гостра господарська криза в Парагваї та Уругваї, а також відсутність будь-якої опіки з боку уряду цих країн. Їх кількість приблизно дорівнювала числу тих, хто виїхав з Аргентини до СРСР та Північної Америки.

### Четверта хвиля

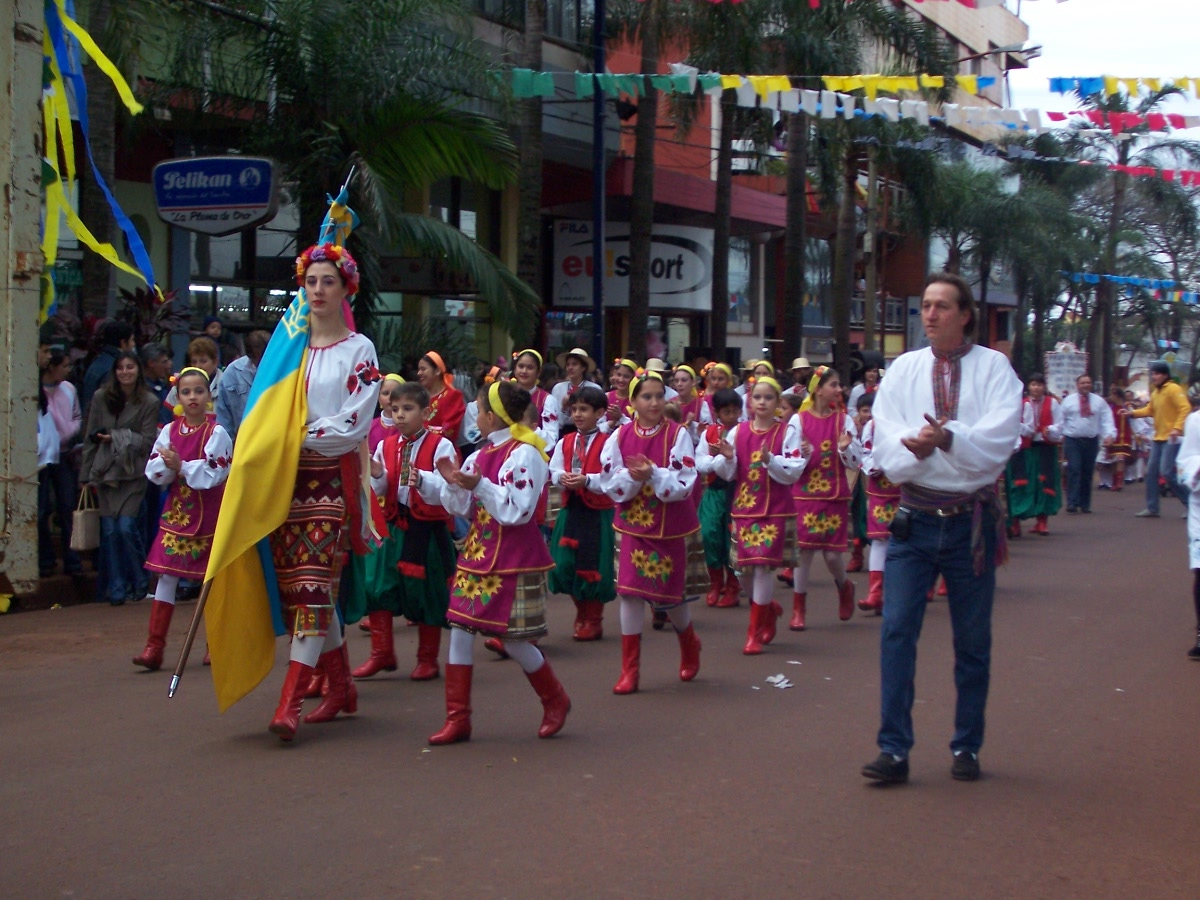
Українці у м. Обера

Після розпаду СРСР розпочалася четверта хвиля еміграції з України, основними причинами якої були економічні чинники — люди шукали роботу і кращі умови життя. Аргентинський уряд почав дивитись на Східну Європу як на джерело дешевої і, насамперед, кваліфікованої робочої сили. Характерною рисою нових емігрантів було те, що абсолютна більшість з них була представниками інтелігенції, з вищою освітою і знанням іноземних мов.
У червні 1994 р. в Аргентині було прийнято Декрет 1023/94, який спрощував порядок імміграції громадян з країн Центральної та Східної Європи. Він діяв до січня 2004 року. У відповідності до цього декрету будь-який українець віком не старше 65 років за умови подання відповідних документів і проходження співбесід зі співробітниками консульського відділу Посольства Аргентини в Україні, міг отримати візу з правом працевлаштування строком на один рік, яка за наявності офіційного контракту на роботу, продовжувалася кожен рік безкоштовно. Через три роки перебування в Аргентині особа, маючи офіційний контракт на роботу, могла подати клопотання про залишення на постійне місце проживання, а згодом отримати громадянство, що також відкривало шлях до легального переїзду до Канади, США і країн Західної Європи. З цього моменту до Аргентини почали прибувати нові іммігранти з України, які становили 71,5 % з усіх новоприбулих завдяки Декрету.
29 квітня 1999 року була підписана Угода між Україною та Аргентинською Республікою з питань міграції. Необхідність підписання цього документу була викликана значною кількістю іммігрантів з України, що прибували до Аргентини у той час. Ця угода регулювала міграційні процеси між обома країнами та суттєво спрощувала можливість в'їзду для українців. Спрощена процедура отримання візи, право легального працевлаштування, розвинута нормативно-правова база та ціла система закладів, що регулюють проблеми імміграції, зробили Аргентину країною привабливою для багатьох українських емігрантів. Окрім цього, велику надію вони покладали на допомогу існуючої тут української громади.
Еміграція останньою хвилі була зосереджена в районі Великого Буенос-Айреса. Згідно з даними Національного управління міграції Аргентини, протягом 1994—2000 рр. до Аргентини прибуло близько 7 тис. українців.
На перших порах виникало багато проблем й непорозумінь між представниками «нової хвилі» і старою імміграцією. Легше було вихідцям із західних областей України, які володіли українською мовою, зберегли народні звичаї, культурні традиції. Вони викликали більшу симпатію представників старої української діаспори, які допомагали новоприбулим пристосуватися до нових умов життя, знайти роботу, налагодити контакти з іншими вихідцями з України.

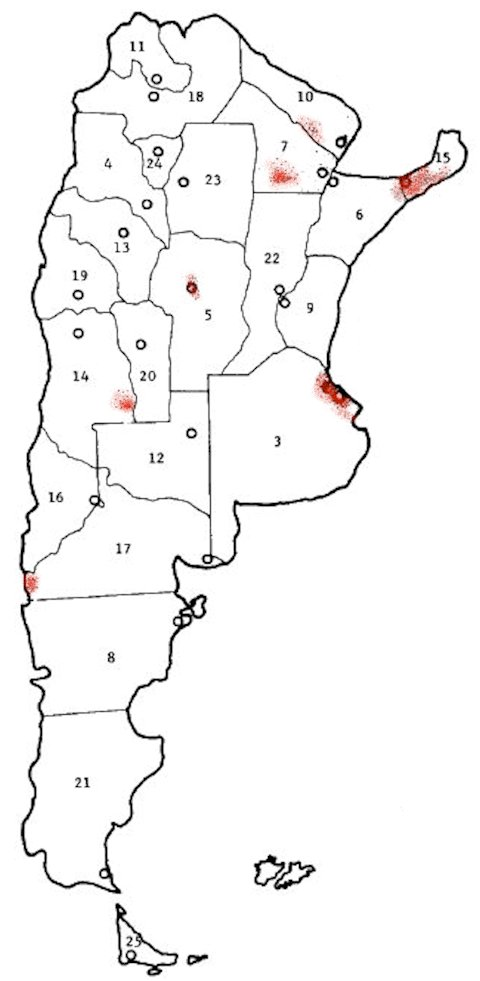
Місця компактного проживання українців в Аргентині

Починаючи з 2002 року, відбулося помітне скорочення потоку українських емігрантів до Аргентини. Натомість кількість громадян України, які щороку залишали територію Аргентини (поверталися до України або емігрували до США, Канади або країн Західної Європи), зростала щороку. Це обумовлено, передусім, найбільшою в історії країни фінансово-економічною кризою 2001 року, внаслідок якої багато українських громадян втратили роботу і будь-яку можливість забезпечувати себе фінансово, а також складністю адаптації українців до місцевих реалій. Згідно з оцінками УКТ «Просвіта» близько половини мігрантів четвертої хвилі після початку кризи 2001 року виїхали до Північної Америки, Європи або повернулися в Україну.
Кількість громадян України, які звернулися до Національної дирекції міграцій Аргентини у 2000—2015 роках щодо отримання дозволу на постійне проживання:
Нині в Аргентині налічується 250—300 тисяч етнічних українців. Вони переважно розселені у столиці та провінціях Буенос-Айрес, Місьйонес, Чако, Мендоса, Формоса, Кордова, Ріо-Негро і займаються головним чином землеробством. На півночі Аргентини і в прилеглих до неї південних районах Бразилії, а також у Парагваї та Уругваї українці та громадяни українського походження проживають компактними групами, що зближує їх, сповільнює процес асиміляції.

## Історія формування і діяльності емігрантських організацій в Аргентині
Основною об'єднувальною силою для переселенців перших хвиль була церква, оскільки переважна більшість з них була греко-католиками. Спочатку польські та російські місіонери, а також аргентинська католицька церква, чинили спротив існуванню окремої української церкви, тому перші 10 років українці не мали власних греко-католицьких священників. У цей час українська громада не мала ані українських шкіл, ані вчителів, ані газет, ані товариств. Тим не менше, українці власними силами будували церкви і каплиці та просили прислати їм священиків. Нарешті 1908 року з Бразилії до провінції Місьйонес було направлено отця Климентія Бжуховського, а згодом інших.
При церквах організовувалися українські школи та громадські організації української діаспори, виникали навчальні релігійно-соціальні школи українознавства, курси та конференції, церковні братства, аматорські гуртки, читальні та українські школи. Важливе значення мали товариства, завдання яких полягало у наданні як матеріальної допомоги, так і в пристосуванні до нових умов життя та праці. Так, 1909 року отець Ярослав Карп'як організував в Апостолесі першу українську школу і читальню імені М. Шашкевича. А 1912 року о. Іван Сенишин і о. Омелян Ананевич заклали читальню в Азарі і соціальний клуб «Україна» в Апостолесі. Організовані церквою товариства згодом стали культурно-освітніми осередками української еміграції.
Перша українська школа у Буенос-Айресі з'явилася 1910 року. Її заснував учитель Пилип Бак.

Митрополит Андрей Шептицький під час візиту до української громади в аргентинській провінції Місьйонес 1922 року. На білому коні Шептицький, біля нього на конях священники К. Бжуховьский і О. Ананевич, праворуч стоїть о. Іван Сенишин.

1922 року занепокоєний станом української церкви в Аргентині митрополит Андрей Шептицький відвідав майже усі українські приходи у Місьйонесі, де освятив новозбудовані церкви, зустрічався з людьми і закликав їх триматися церкви та традицій.
1922 року, завдяки ініціативі о. Івана Сенишина в Апостолесі було організовано перший український споживчий кооператив «La agricola ucraniana», який втім не проіснував довго. Тим не менше, Сенишин продовжував активну громадську діяльність у цьому місті, протягом багатьох років належав до міської ради і був вибраний посадником міста. Згодом на його честь було названо вулицю в Апостолесі.
Серед українців другої хвилі еміграції було багато освічених людей молодшого та середнього віку, чим пояснювалася їх досить швидка адаптація до нових умов життя, а також активна участь у житті громади. Це спричинило появу численних емігрантських організацій різного спрямування. Прибуття представників політичної еміграції стало потужним імпульсом для розбудови громадського життя українських переселенців в новій країні. З'явилися організації, що почали керувати громадсько-політичним та культурним життям, гуртувати навколо себе українських емігрантів та виховувати у них почуття патріотизму.
Важливим фактором збереження етнічної самобутності стало утворення в 1924 р. українського драмгуртка «Молода громада» (м. Беріссо), який пізніше трансформувався в Українське культурне товариство «Просвіта». Через деякий час в Аргентині вже працювало 16 його філій та Центральна управа. При «Просвіті» діяли школи, курси українознавства, мистецькі колективи, хори тощо. Загалом її діяльність мала культурно-освітній характер. З часом товариство «Просвіта» стало головним центром українського культурного життя в Аргентині. 1928 року в Аргентині почав виходити офіційний друкований орган «Просвіти» — «Українське слово», перший український часопис в цій країні.
1925 року до Япею прибула група українських євангелістів, які заснували там власну колонію.
1927 року з Галичини до українських поселень у Місьйонесі приїхав новий священник о. Степан Вапрович. Окрім священицької роботи, він закладав майже при всіх церквах і каплицях церковні братства, організовував українські школи, курси українознавства, читальні, гуртки.
1931 року відбулися установчі збори товариства «Сокіл», яке мало на меті фізичне і військове виховання своїх членів, щоб у слушний час повернутися в Україну і боротися за її незалежність.
1931 року в Буенос-Айресі почав діяти міжорганізаційний комітет для координації спільних заходів та національних свят, який створили існуючі той час товариства: Українське Культурне Товариство «Просвіта» в м. Буенос-Айрес та в м. Беріссо, Український Національний Клуб, Українське Руханкове Товариство «Сокіл» та Спілка Українських Інженерів в Аргентині.
1932 року в Буенос-Айресі було створено український кредитно-допомоговий кооператив «Взаємна Допомога», який не проіснував довго.
1933 року було утворено Об'єднання Жінок «Просвіти» (ОЖП), яке допомагало у культурно-освітній праці «Просвіти».
1933 року відбулися установчі збори націоналістичної організації військово-політичного характеру під назвою «Українська стрілецька громада». 1938 року «Стрілецька громада» та товариство «Сокіл» об'єдналися в «Організацію державного відродження України». Через постійні доноси недоброзичливців ця організація часто потерпала від поліцейських обшуків, допитів, арештів, тому за рік товариство змінило назву на «Відродження» і набуло культурно-освітнього характеру.
Внаслідок певного дублювання функцій між «Відродженням» і «Просвітою» виникло деяке суперництво за вплив в українській громаді. Інші українські організації в Аргентині зазвичай гуртувалися довкола цих двох, схиляючись до того чи іншого табору.
З 1928 р. по 1939 р. в Аргентині вийшло 15 українських періодичних видань (11 газет і 4 журнали), 4 книги і 14 календарів. Український національний клуб видав тижневик «Україна» у 1930—1932 рр. за редакцією В. Розумовського; «Бюро опіки над українськими імігрантами», яке підтримувало зв'язки з «Товариством допомоги емігрантам у Львові», — тижневик «Наше життя» (1932) за редакцією В. Мілинського і Н. Величковського (псевдонім Романтичний Грицько). Націоналістичний тижневик «Наш клич» і журнал «Відвойовник» з 1934 р. видавала Українська Стрілецька Громада, а пізніше — товариство «Відродження». Редакторами в них були М. Примак і Н. Блаватний. Органом руханкового товариства «Сокіл» в Буенос-Айресі був ілюстрований журнал «Український Сокіл» (1934) за редакцією вчителя «Рідної Школи» Г. Кольби, а в 1939 р. — тижневик «Поступ». Союз Гетьманців видавав журнал «Плуг та Меч» (з 1936 р.) за редакцією В. Цимбала та А. Білопольського. В цьому ж році під редакцією Володимира Марака вийшло три номери приватного тижневика «Південно-Американські вісті». За цей період з'явилося два гумористичні журнали — «Шершень» (1930) за редакцією О. Шкеда й одне число журналу «Батіжок» (1936) за редакцією Н. Величковського. Крім того, в Буенос-Айресі виходили газети прокомуністичного спрямування — «Промінь» (1929), «Пролєтар» (1929—1930), «Український Робітник» (1932) і «Українська Робітнича Трибуна» (1936—1939). Починаючи з 1933 р., аргентинське товариство «Просвіта» видає «Календар „Просвіта“».
Перші календарі в Аргентині приватно видавав Теодор Хомишин — голова Українського національного клубу. Його «Український Календар» (1932—1934) виходив у видавництві «Багаття».
Від самих початків еміграційного життя театри були одним з важливих чинників, які зберігали і поширювали національну культуру. Більшість українських товариств мали свої драматичні гуртки, які постійно ставили українські п'єси. Це давало можливість зібрати кошти на потреби товариства, а заодно популяризувати українські драматичні твори, авторами яких переважно були західноукраїнські письменники і які пересилалися поштою з України. Найбільшою популярністю користувалися драми «В різдвяну ніч», «На перші гулі», «Нещасне кохання», «Украдене щастя», «Захар Беркут», «Жидівка-вихристка» тощо. Про роботу драмгуртків часто писала тодішня місцева преса.
Першу українську книгарню заснував у Буенос-Айресі Осип Феняк. Також існував український книжковий магазин у Док-Суді.
15 березня 1936 року в м. Обера (Місьйонес) декілька сотень українців, разом з поляками та росіянами, вийшли на антиурядову демонстрацію, вимагаючи кращих цін на свою сільськогосподарську продукцію. Протестну акцію було жорстоко розігнано поліцією, були убиті та поранені, багато учасників було заарештовано. Після цієї події, яка отримала назву Бійня в Обері (ісп. Masacre de Oberá), українці поселенці дещо втратили довіру з боку аргентинської влади.
Перші радіопередачі українською мовою почали виходити в Буенос-Айресі у 1936 р. Їх організаторами виступила «Стрілецька громада».
1937 року почала діяти Організація Українок «Відродження» (ОУВ). 1939 року була утворена Секція Української Молоді (СУМ) при «Просвіті», яка поставила собі завданням виховання молоді в українському, націоналістичному дусі. Згодом вона виділилася в окрему організацію під назвою Спілка української молоді.
1938 року євангелістські громади українців Аргентини на зборах вирішили створити власний євангельський район, до якого увійшли міста Япею, Лос-Елечос, Флорентіно-Амегіно і Гобернадор-Лопес. Церковна громада влаштувала курси диригентів хору, недільні школи, влаштовувала концерти. Було організовано літературні гуртки, хори, оркестри, а згодом — курси української мови.
1939 року ентузіасти кооперативного руху зорганізували при товаристві «Відродження» «Допомогову Касу».
1940 року з'явилася перша українська церква у провінції Буенос-Айрес (м. Беріссо), при якій діяла школа і дитячий притулок.
Регулярні радіопередачі рідною мовою започаткувало у 1941 р. товариство «Просвіта», але проіснували вони недовго.
Посилення громадського руху 1930-х років з часом пішло на спад, внаслідок чого багато українських організацій в Аргентині припинили своє існування. Перестали діяти філії «Просвіти» і «Відродження» у багатьох місцевостях, зникли «Український національний клуб» (заснований 1931 року), «Спілка інженерів» (1931), «Бюро опіки над українськими емігрантами» (1932), «Січ» (1931), «Союз українських монархістів-державників „Плуг і меч“» (1936), «Комітет українців в Аргентині» (1943) та інші.
У період після Другої світової війни з приїздом третьої хвилі мігрантів українці в Аргентині утворили широку мережу нових організацій та установ, які значно змінили та активізували життя української громади. 1947 року був скликаний Конгрес українців Аргентини, на якому була створена Українська центральна репрезентація (УЦР), яка об'єднала усі українські емігрантські організації в цій країні, окрім Аргентинсько-українського клубу в Апостолесі та низки радянофільських товариств.
З приходом третьої хвилі іммігрантів і з приїздом політичних та релігійних біженців, переслідуваних сталінським тоталітарним режимом, утворились такі організації як Український клуб (1947), Братство Святої Покрови УАПЦ в діаспорі (1948), Союз українок (1949), Спілка письменників, митців та науковців (1949), Український інформативно-видавничий інститут (1949), молодіжні товариства «Пласт» (1949) і Організація української молоді (1950), Братство українських січових стрільців (1950), Товариство колишніх вояків 1-ї дивізії УНА (1951), Театральна студія ім. Л. Курбаса (1952), об'єднання жертв репресій радянського режиму ДОБРУС (1953), Союз аргентинсько-українських студентів (1953), Союз українських ветеранів (1953), Товариство сприяння УНРаді (1953), Легіон ім. Петлюри (1953), Союз українських купців, промисловців та професіоналів (1954), «Педагогічна громада» для координації роботи українських шкіл в Аргентині (1957), відкрилися нові філії товариств «Просвіта» і «Відродження», а старі перебудовувалися і розширювалися.
1948 року у столиці Аргентини було відкрито першу українську греко-католицьку церкву. При цій церкві було організовано курси українознавства, чоловічий хор «Сурма», братство Володимира Великого, Марійську дружину, а також деякий час існував інтернат. Із світських організацій при церкві знайшли собі приміщення Пласт, Союз українок, Братство дивізійників, Літературно-мистецький клуб, Театральна студія ім. Л. Курбаса, деякий час діяв духовий оркестр.
Тоді ж о. Іван Ярославський організував у Буенос-Айресі православну парафію УАПЦ, при якій згодом постали церковний хор, школа і бібліотека.
1953 року в Аргентині виник «Український театр» ім. Т. Шевченка, постановки якого користувалися неабияким успіхом глядачів.
На початку 1950-х років з відновлення при товаристві «Відродження» кредитного кооперативу в Аргентині розпочала свій розвиток українська кооперація. Всього в Аргентині у другій половині XX ст. діяло близько 20 українських кооперативних організацій, які на 1983 рік мали близько 5000 членів. Згодом нестабільна економічна ситуація в країні, інфляція та несприятливе законодавство призвели до занепаду українського кооперативного руху. Так, у 1977 р. самоліквідувався кооператив Братства Св. Покрови «Тризуб», у 1983 р. — кооператив «Фортуна» при УКТ «Просвіта», у 1985 р. — кооператив «Відродження».
У 1940-50-х роках у колах аргентинських євангелістів українського походження склалася кризова ситуація. На той час релігійна і громадська діяльність цієї церковної громади велася російською мовою, спробам українізації всіляко перешкоджали. Тому 1955 року в Буенос-Айресі було утворене Українське об'єднання євангельських християн і баптистів. Його створення прискорило процес українізації серед євангелістів. 1958 року в Обері було відкрито першу українську баптистську церкву.
Українці видавали свою періодику. Були засновані такі україномовні газети та журнали, як «Україна» (орган Українського національного клубу), гумористичний журнал «Мітла», «Бюлетень», літературно-мистецьке видання «Овид», «Перелом», «Вісті», «Дніпро», літературний журнал «Пороги», Календар товариства «Відродження», релігійні видання «Євангельська зірка», «Життя», «Дзвін» (при УАПЦ в діаспорі) та інші. Також розповсюджувалися українські видання, що виходили в інших країнах. З метою інформування світу про українські справи «Український інформативно-видавничий інститут» видавав іспаномовний квартальник «Ukrania Libre» і бюлетень «Informativo ucranio».
Крім пресових, діяли також деякі книжкові видавництва, а саме: «Полтава», яка 1950 року перевидавала «Кобзар» Шевченка, «Історію України» М. Аркаса та ряд інших книжок, «Літературна бібліотека» М. Денисюка, яка видавала твори українських письменників Аргентини, «Видавництво Ю. Середяка», яке видавало белетристику.
Видавалися книжки на українську тематику. В 1952 р. в Українському інформаційно-видавничому інституті в Буенос-Айресі вийшла книга О.Мартовича «Por la libertad de Ucrania» (укр. «За волю України»). У цьому ж видавництві вийшла книжка про Українську повстанську армію під редакцією Енріке Мартінеса Кодо «Guerillas tras la cortina de hierro» та історична праця Ю. Тиса про першу У. Н. Дивізію «La guerra y la libertad». В 1953 р. в Буенос-Айресі «Просвіта» видала книжку Б.Галайчука «El estado ucranio del siglo XX» (укр. «Українська держава XX століття»). В 1963 р. УЦР в Аргентині при фінансовій допомозі Спілки українських промисловців і купців було видано «Історію України» Д.Дорошенка в перекладі іспанською, яка стала першою великою науковою працею з історії України виданою іспанською мовою.
Широкого визнання набули переклади з української мови на іспанську і навпаки Володимира Котульного, Олексія Сердюка, Ігоря Качуровського, Леоніда Голоцвана. У 1957—1967 роках у Буенос-Айресі було видано 8-томну Українську малу енциклопедію, укладену Євгеном Онацьким.
Наприкінці 1950-х років почала виходити українська радіопередача «Вільна Україна», яка транслювалася на Буенос-Айрес та околиці. Передача мала культурно-інформаційний характер і спочатку велася українською мовою, але згодом за вимогою уряду перейшла на іспанську.
1960 року українська баптистська церква в Аргентині відкрила в Обері Український біблійний інститут. Окрім навчання, Інститут влаштовував концерти та лекції про видатних діячів української культури. При ньому було організовано хор, який співав як релігійні, так і українські народні пісні.
6 червня 1961 року Базіліо Кащураком, який згодом її успішно очолював протягом 25 років, була створена Капела бандуристів імені Тараса Шевченка. 1966 року при філії Українського культурного товариства «Просвіта» у м. Сан-Мартін було створено Хор «Карпати». Хор здобув гарну славу як в українські громаді, так і серед інших громад столиці, а також в провінціях і за кордоном.
1962 року було утворено Аргентинсько-Український Суспільний Клуб у провінції Місьйонес.
1967 року УТ «Просвіта» купила спортивно-відпочинкову базу «Веселка», яку почали використовувати для проведення різних заходів, особливо серед молоді.
7 вересня 1968 року Патріарх УГКЦ Йосиф Сліпий під час свого пастирського візиту до Аргентини освятив кафедральний собор Покрови Пресвятої Богородиці в Буенос-Айресі. Того ж року Папа Римський Павло VI заснував апостольський екзархат для українців греко-католиків у Аргентині.
1971 року у провінції Місьйонес було засновано Українське Культурне Товариство «27-го Серпня», а також Українську Громаду в Обері і Колоніях.

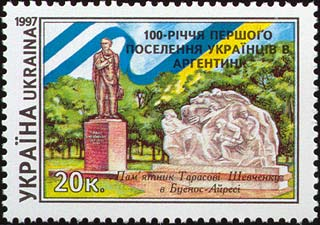
Українська поштова марка 1997 року, що зображує Пам'ятник Тарасові Шевченку у Буенос-Айресі

Великим досягнення української громади стало спорудження в 1971 році в Буенос-Айресі пам'ятника Тарасу Шевченку. Згодом пам'ятники Кобзарю були відкриті в містах Апостолес (1977) та Обера (1978). 1972 року відбулося заснування Фундації імені Тараса Шевченка, яка донині опікує пам'ятники Кобзарю в Аргентині, а також український цвинтар у місті Монте-Гранде.
За ініціативою української громади в Аргентині в місцях компактного проживання українців з'явилися вулиці і площі, які носять ім'я Т. Шевченка (Апостолес), І. Франка (Вілья-Караса), М. Шашкевича (Апостолес), І. Сенишина (Апостолес), кн. Володимира Святославича (Буенос-Айрес), Просвіти (Гудсон), України (Буенос-Айрес, Беріссо, Авельянеда, Вілья-Аделіна, Льявальйоль, Мунро, Кордова, Апостолес, Пресіденсья-Роке-Саенс-Пенья) тощо.
1972 року виникло нове професійне об'єднання — Товариство українських високошкільників Аргентини (ТУВА), яке щорічно організовує виставки українських книжок на Всеаргентинській книжковій виставці.
1974 року було створено Організацію Українок «Відродження».
1978 року було створено аргентинську єпархію УГКЦ, першим єпископом якої став Андрій Сапеляк. До кафедрального собору Св. Покрови у Буенос-Айресі було перенесено деякі українські організації, зокрема філію Українського Католицького Університету (УКУ), школу, а згодом — осідок Пласту. Навколо гуртувалася інтелігенція з числа українських мігрантів, були організовані курси українознавства, які згодом перетворилися на гімназію українознавства з п'ятирічною програмою навчання.
12 квітня 1987 року папа Іван Павло ІІ відвідав українську католицьку громаду в Буенос-Айресі.
1979 року до 50-річчя ОУН коштом української громади на території відпочинкової бази «Веселка» було облаштовано Площу Слави з погруддями Є. Коновальця, С. Петлюри, Т. Шухевича-Чупринки, С. Бандери. Акт її освячення виконав Андрій Сапеляк.
1979 року М. Данилишин випускає багату на фактичний матеріал ілюстровану книгу «Українці в Аргентині: Монографія про суспільно-організаційне життя української спільноти в Аргентині», присвячену 80-річчю української еміграції в Аргентині. 1982 року Михайло Василик видає своє дослідження історії українських поселенців у цій країні під назвою «Українські поселення в Аргентині».
1983 року Єпархією Пресвятої Богородиці Покрови Української католицької церкви в Аргентині було засновано часопис «Голос Української церкви», щоб знайомити читачів Аргентини з життям української громади в цій країні та заради розвитку релігійно-культурного суспільного життя українців в Аргентині.
1993 року створено Північне угруповання УЦР у складі українських товариств провінції Місьйонес, які діють в містах Посадас, Обера, Леандро-Н-Алем та Апостолес.

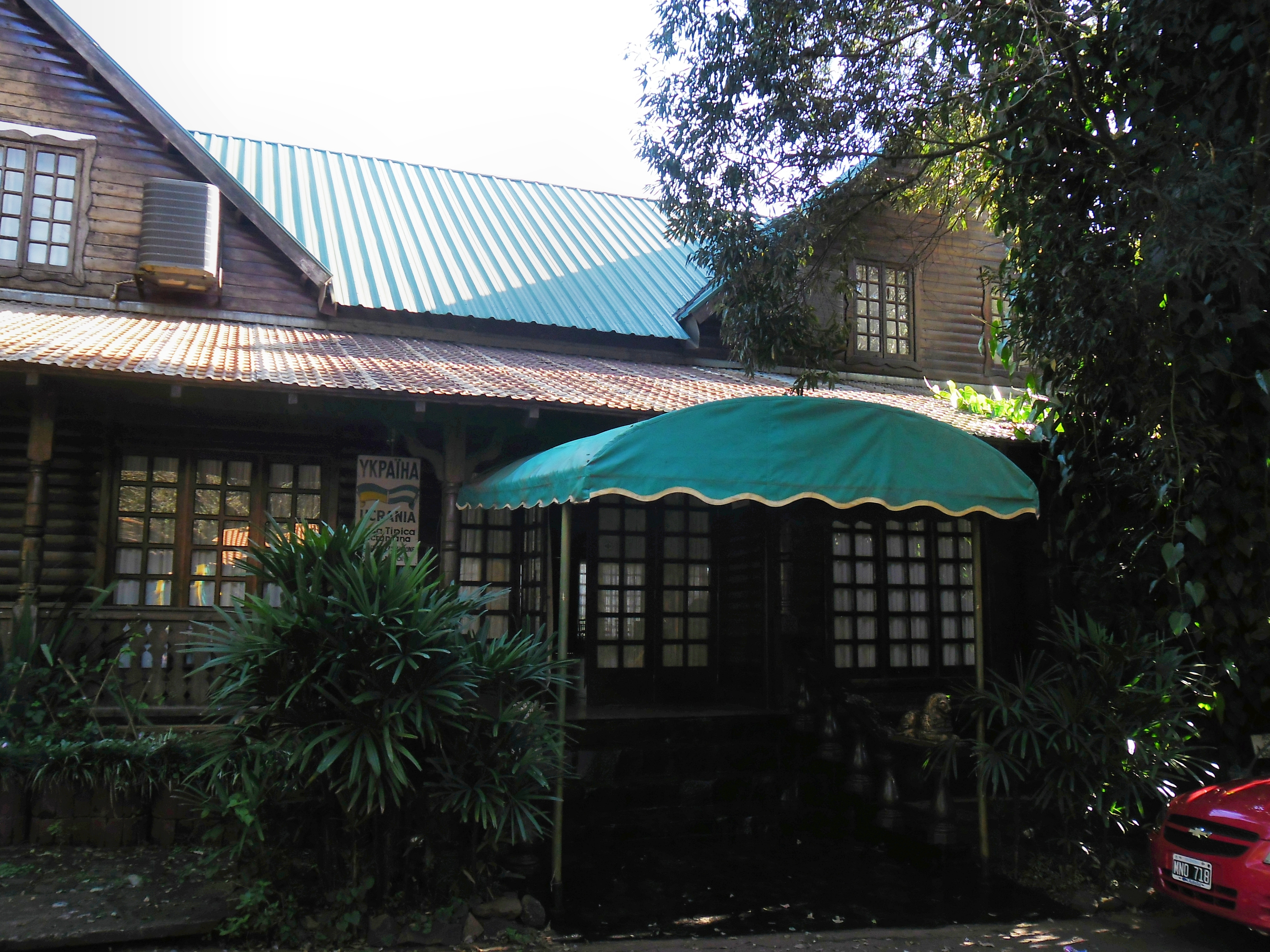
Український дім в Обері

Зростанню громадської активності, збереженню національної ідентичності та самобутності аргентинських українців сприяло урочисте відзначення 1997 року 100-річчя української діаспори Аргентини. З нагоди ювілею в Україні було видано книгу про життя та діяльність українських іммігрантів та їхніх нащадків — «Українці в Аргентині».
2000 року українську греко-католицьку громаду в Буенос-Айресі відвідав Любомир Гузар у рамках свого візиту в Аргентину.
2003 року в м. Ресістенсія аргентинської провінції Чако розпочало діяльність об'єднання «Друзі України». Цьому ж року були також засновані дві організації релігійного спрямування: Братство Св. Софії УГКЦ та Українське Євангельське Християнське Братство, а також Аргентинсько-українська торговельно-промислова палата в Буенос-Айресі. 2005 року в провінції Чако виникло товариство «Славна Україна».
2005 року під час Помаранчевої революції українці Аргентини висловлювали підтримку маніфестантам, проводили мітинги і допомагали матеріально.
На початку 2006 року в Буенос-Айресі було проведено І з'їзд представників організацій української молоді в Аргентині, у жовтні 2006 року — ІІ Латиноамериканський з'їзд етнічних українців в м. Обера. УЦР також брала участь у роботі IV Всесвітнього форуму українців, який проходив у серпні 2006 року в Києві.
2006 року в м. Буенос-Айрес була створена громадська асоціація «Оранта», що опікується захистом соціальних прав іммігрантів з країн колишнього СРСР та Східної Європи.
2007 року у м. Буенос-Айрес на базі філії Українського католицького університету св. Климентія Папи, який припинив своє існування, було створено Інститут української культури та освіти ім. Патріарха Йосипа Сліпого, який став філією львівського Українського католицького університету. Основним завданням Інституту декларувалося збереження та поширення серед нових поколінь етнічних українців української культури в контексті східного християнського світогляду шляхом підготовки учителів та викладачів українознавчих дисциплін в парафіях та громадських осередках українців, наукових досліджень, видавничої діяльності у співпраці з церковними, громадськими та науково-освітніми установами Аргентини, України та української діаспори. Очолив заклад о. Луїс Глинка.

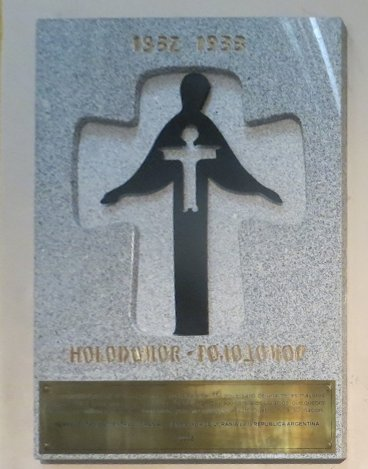
Меморіальна дошка, присвячена жертвам Голодомору у Кафедральному соборі Буенос-Айреса

2008 року діаспорянські організації влаштували низку громадських заходів, виставок, конференцій, церковних молебнів і видання тематичних брошур та компакт-дисків у різних регіонах Аргентини на знак вшанування 75-ї річниці Голодомору. Це привернуло увагу аргентинського уряду та ЗМІ.
У вересні 2009 року у місті Лас-Бреньяс з ініціативи Почесного консула України у провінціях Чако і Формоса Оскара Коровайчука було відкрито площу України, на якій було встановлено погруддя Тараса Шевченка.
2009 року силами УЦР відбулося видання «Історії Української літератури» іспанською мовою.
27 серпня 2011 року з нагоди 20-ї річниці незалежності України у місті Беріссо відбулася урочиста церемонія відкриття погруддя Тарасу Шевченку.
Щороку українські організації в Аргентині влаштовують різноманітні заходи з нагоди Дня Незалежності України, Дня Соборності, річниць Голодомору, Чорнобильської катастрофи, Шевченківських днів тощо. У багатьох місцях компактного проживання українців відкрито меморіальні таблички, присвячені пам'яті жертв Голодомору.
В Буенос-Айресі раз на рік традиційно влаштовується фестиваль української культури «Buenos Aires celebra Ucrania» (укр. «Буенос-Айрес славить Україну»), який залюбки відвідують як місцеві мешканці, так і гості міста. Українці збираються разом, вдягають національний одяг, вишиванки, танцюють українські народні танці, співають, пригощають усіх національними стравами.
2012 року УЦР проводила акції протесту проти Закону про мови Колесніченка-Ківалова.
Українська діаспора Аргентини активно підтримувала Євромайдан. У лютому 2014 року у Буенос-Айресі біля Посольства України в Аргентині українці провели мітинг і молебень за загиблими героями Небесної сотні. Подібні акції з того часу проводяться щорічно.
Коли почалася війна на сході України, в Аргентині почали проводити акції на підтримку України, проти російської агресії та на засудження анексії Криму, закликали звільнити Надію Савченко та інших українських політичних в'язнів. Греко-католицька єпархія і українські організації Аргентини не раз організовувала благодійні акції на підтримку військових АТО. 2014 року на українському цвинтарі в Монте-Гранде відкрили меморіальну дошку в пам'ять Героїв Небесної Сотні та загиблих українських військових на сході України.
2016 року у м. Сан-Бернардо на головній площі відкрили пам'ятну дошку на честь 25-ї річниці Незалежності України.
З 2019 року у м. Росаріо щороку відбувається урочисте підняття українського стяга на Національному монументі прапора до Дня незалежності.
Після початку повномасштабного вторгнення Росії в Україну 2022 року українські організації систематично проводили мітинги, молебні та збори гуманітарної допомоги для України.
10 грудня 2023 року Буенос-Айрес відвідав Президент України Володимир Зеленський, який брав участь в інавгурації новообраного Президента Аргентини Хав’єра Мілея, а потім в готелі "Шератон",  провів зустріч з українською громадою.

## Українські організації в Аргентині

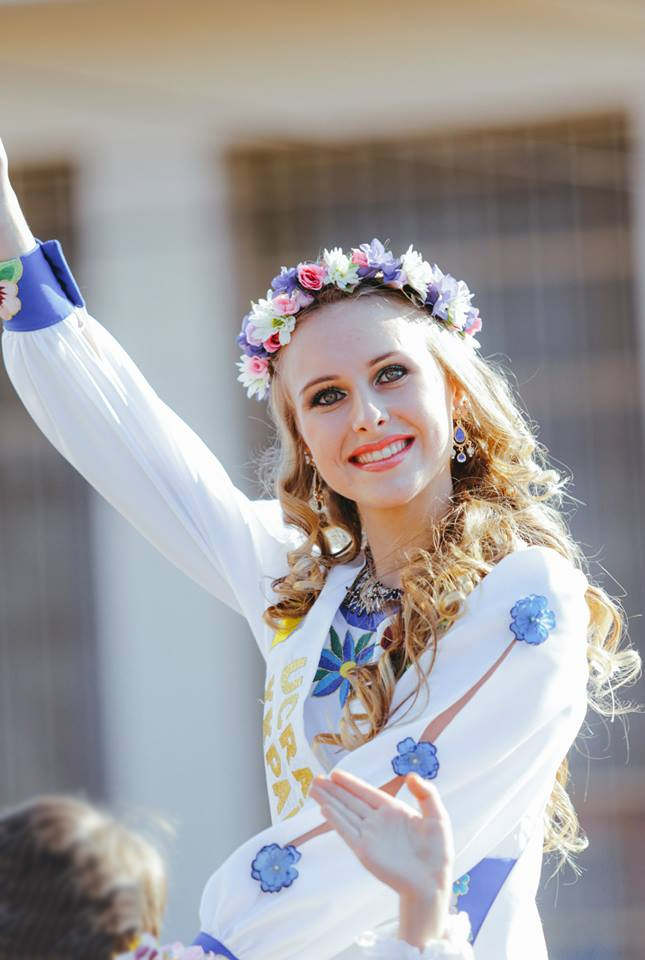
Українка на Національний фестиваль іммігрантів

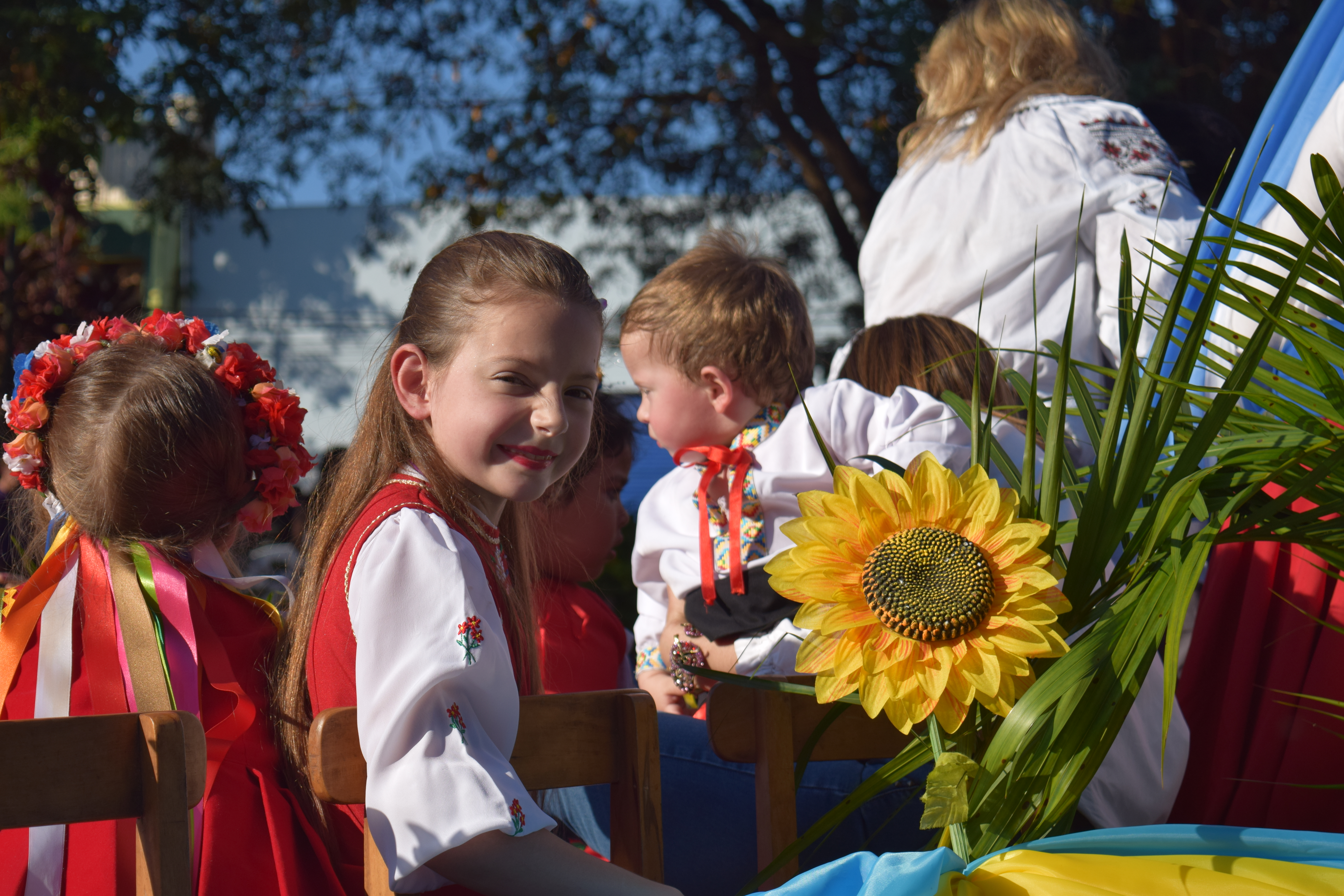
Українці Аргентини (2014)

Українська громада в Аргентині представлена понад 40 українськими громадськими, культурними, релігійними та молодіжними організаціями, більшість з яких федералізовані в Українську Центральну Репрезентацію (УЦР), — провідну організацію українців в Аргентині, визнану аргентинським урядом. УЦР є членом Асоціації зарубіжних громад в Аргентині, яка тісно пов'язана із Національною дирекцією міграції (ісп. Dirección Nacional de Migraciones). Головою УЦР є Петро Лилик.
Створена в 1947 р. УЦР в Аргентинській Республіці сьогодні об'єднує 18 товариств української діаспори, зокрема:
- Українське культурне товариство «Просвіта» — засноване 1924 року, один з основних колективних членів УЦР. Окрім центрального відділення у столиці, «Просвіта» має 9 діючих філій у містах провінції Буенос-Айрес, а також 2 філії у провінції Чако. «Просвіта» має свою радіопрограму «Голос України». При товаристві діє центр відпочинку «Веселка».
- Українське товариство «Відродження» — засноване 1939 року, один з основних колективних членів УЦР. Має центральне відділення в м. Буенос-Айрес та три філії в провінції Буенос-Айрес. При товаристві є центр відпочинку «Калина».
- Союз українок Аргентини;
- «Пласт» Організація української молоді в Аргентині;
- Фундація ім. Тараса Шевченка, яка доглядає за спорудженими в Аргентині пам'ятниками Кобзарю, а також Українським цвинтарем у м. Монте-Гранде
- Товариство Аргентинсько–Українських Високошкільників (ТУВА)
- Спілка української молоді (скаутська організація)
- Об'єднання жінок «Просвіта»
- Організація українських жінок «Відродження»
- Братство Колишніх Вояків 1-ї Дивізії УНА
- Братство Св. Софії УГКЦ
- Братство Св. Покрови УАПЦ в діаспорі
- Українське Євангельське Християнське Братство
- Українське Культурне Товариство «27-го Серпня»[63]
- Українська Громада в Обері і Колоніях
- Аргентинсько-Український Суспільний Клуб
- Українське Руханкове Товариство «Сокіл»
- Українське Товариство «Славна Україна»

Асоційованим членом УЦР є Аргентинсько-українська торговельно-промислова палата, до складу якої входять дрібні підприємці українського походження.
Більш-менш сконцентрованими і організованими осередками українців останньої хвилі імміграції є Культурний центр «Аврора» в місті Мар-дель-Плата, а також житловий комплекс при Українській греко-католицькій церкві в Буенос-Айресі.
Українські громадські організації діють і в інших місцях компактного проживання етнічних українців, зокрема, товариства у складі Північного угруповання УЦР у містах Посадас, Обера, Апостолес та Леандро-Н-Алем провінції Місьйонес, містах Ресістенсія, Саенс-Пенья, Барранкерас та Коронель-дю-Грати провінції Чако, міста Кордова однойменної провінції.
Українські організації в Аргентині випускають власні радіопередачі, зокрема УКТ «Просвіта» випускає передачі «Голос України» (AM 670 КГц Radio Antártida, режисер та координатор Юрій Мушак), «України танцює і співає» (Беріссо, FM Difusión 98.1, координатори Уляна та Луїс Вітошинські, Марієла Тверда, Микола Цюпер, Долорес та Ампаро Пендон, Сантьяго Гарматюк), також виходять радіопередачі «Живи Україна!» (Вільде, FM 88.7, режисери Анна та Іван Каспрук, Євген Крамар), «Люди України» (Сан-Ісідро, FM Unión 98.1), «Слово та музика України» (Консепсьйон-де-ла-Сьєрра, FM 91.1), «Час України» (Апостолес, FM 89.7 Éxito, режисер Микола Глинка), «Голос і музика України — Козацька Земля!» (Коронель-дю-Грати, FM 103.7 Sendero, режисер Степан Білан). На 2012 рік в Буенос-Айресі регулярно виходить чотири радіопрограми: «Голос України», «Україна живе», «Україна говорить і співаю» і «Україна та її люди».

### Освітня діяльність

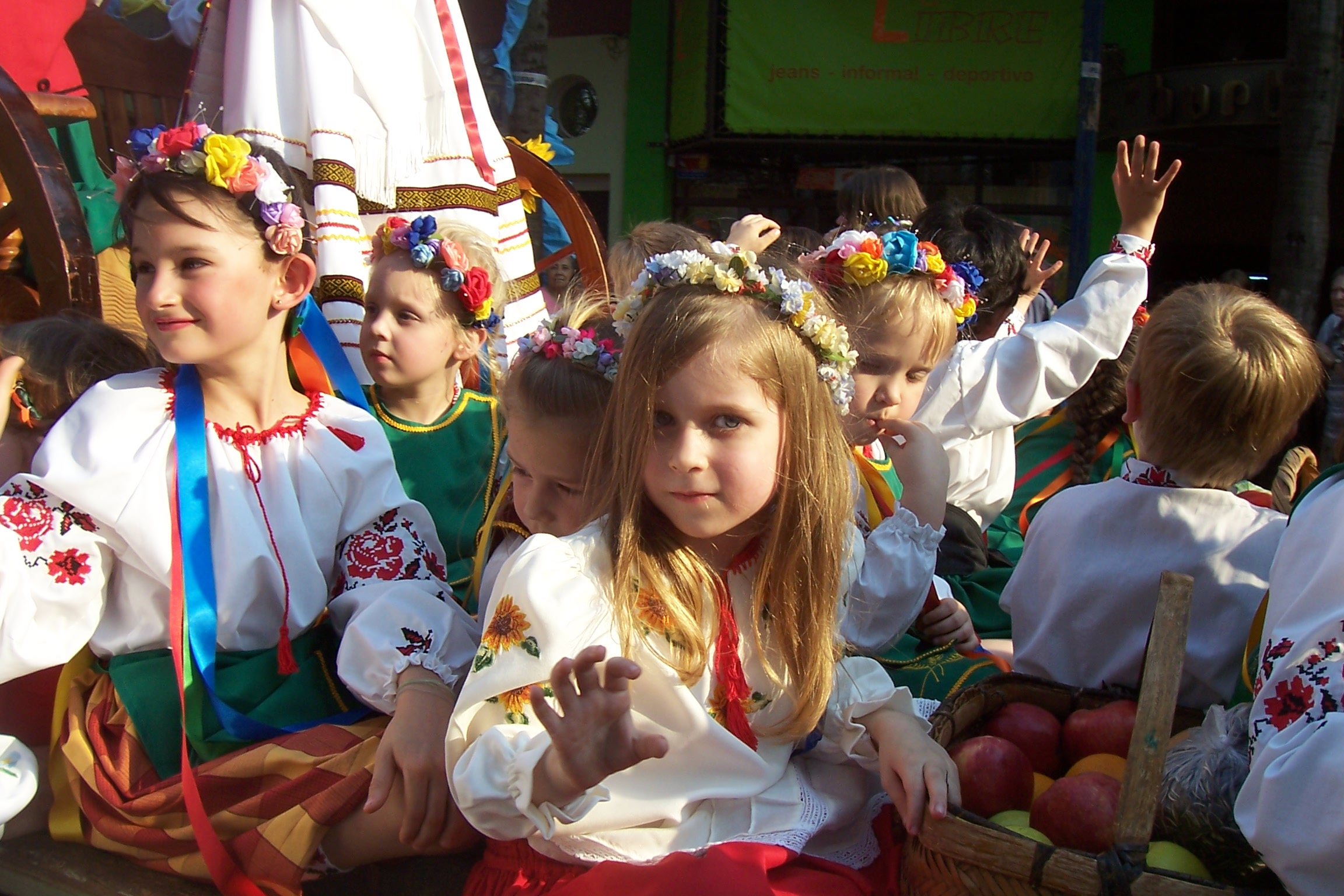
Діти українських поселенців в Аргентині

При УЦР діє дорадча підкомісія, яка сприяє в отриманні необхідних документів для навчання в аргентинських освітніх закладах, також були відкриті безкоштовні курси іспанської мови.
При філіях Українського культурного товариства «Просвіта» (міста Авельянеда, Буенос-Айрес, Вільде, Берасатегі, Беріссо, Вілья-Аделіна, Вілья-Караса), Українського товариства «Відродження» (міста Буенос-Айрес та Авельянеда), Українському культурному товаристві «27-го серпня» (Посадас), а також при Українській Греко-Католицькій Церкві (міста Буенос-Айрес, Саранді) діють суботні школи і курси, де вивчається українська мова і низка українознавчих дисциплін. При багатьох українських церквах діють публічні школи, у яких викладання ведеться іспанською мовою, але діти при бажанні мають змогу вивчати також українознавчі предмети.
На сьогоднішній день у різних провінціях Аргентини функціонують близько 20 суботніх шкіл та класів. Зокрема, у звіті Голови УЦР за 2009 рік подаються відомості про 24 зареєстрованих класів, у яких навчається 268 учнів. Основним предметом у суботніх школах є граматика, лише в декількох ще історія, географія та культура України.
Також курси мови викладаються при Національному Університеті провінції Місьйонес, Почесних консульствах України в провінціях Місьйонес і Чако, в Національному Північно-східному Університеті (Ресістенсія) та його філіях. Випускникам кафедри перекладачів іноземних мов Національного Університету Буенос-Айреса надана можливість за бажанням отримати диплом перекладача з української мови.
Інститут української культури та освіти ім. Патріарха Йосипа Сліпого проводить курси з українознавства. Навчальний курс викладачів українознавства тривалістю 8 семестрів тимчасово не викладається через малу кількість студентів. Проте, щорічно у провінції Місьйонес, куди з'їжджаються також студенти з провінцій Чако, Буенос-Айрес, Мендоса, Інститутом проводиться інтенсивний літній курс тривалістю 2 тижні зі спільним проживанням студентів у гуртожитку (загальний обсяг навчальної програми розрахований на 4 роки). За всю історію існування Інституту було проведено 24 таких курси. Наразі Інститут не має власного приміщення та функціонує на базі церковно-житлового комплексу при Кафедральному соборі Пресвятої Діви Марії Української католицької церкви (візантійсько-українського обряду) в м. Буенос-Айрес.

### Мистецькі та спортивні організації

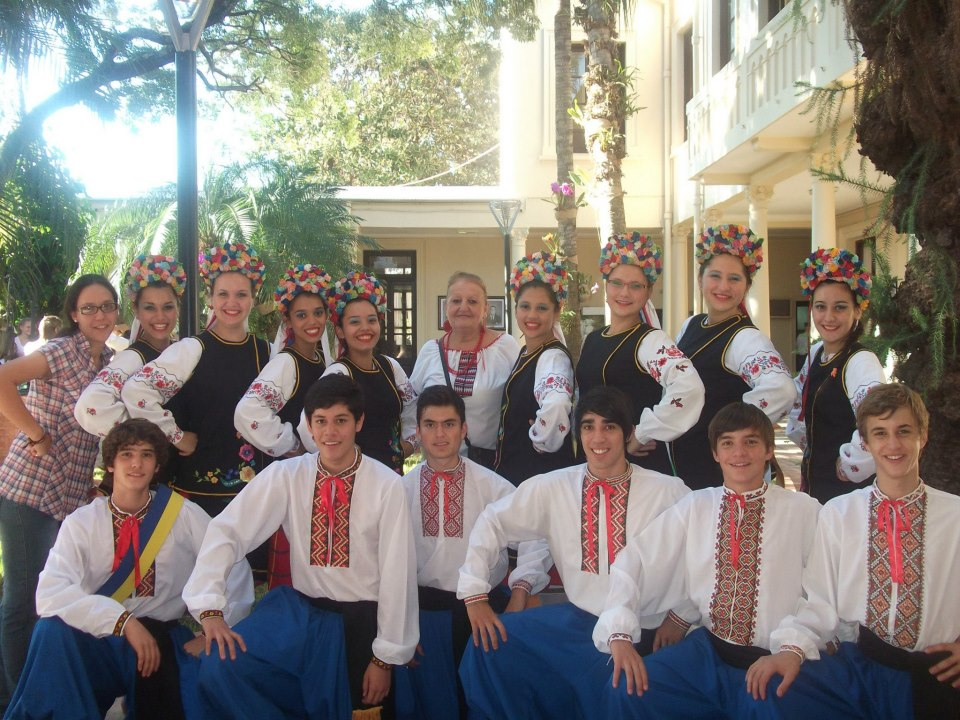
Балет «Барвінок» (Місьйонес)

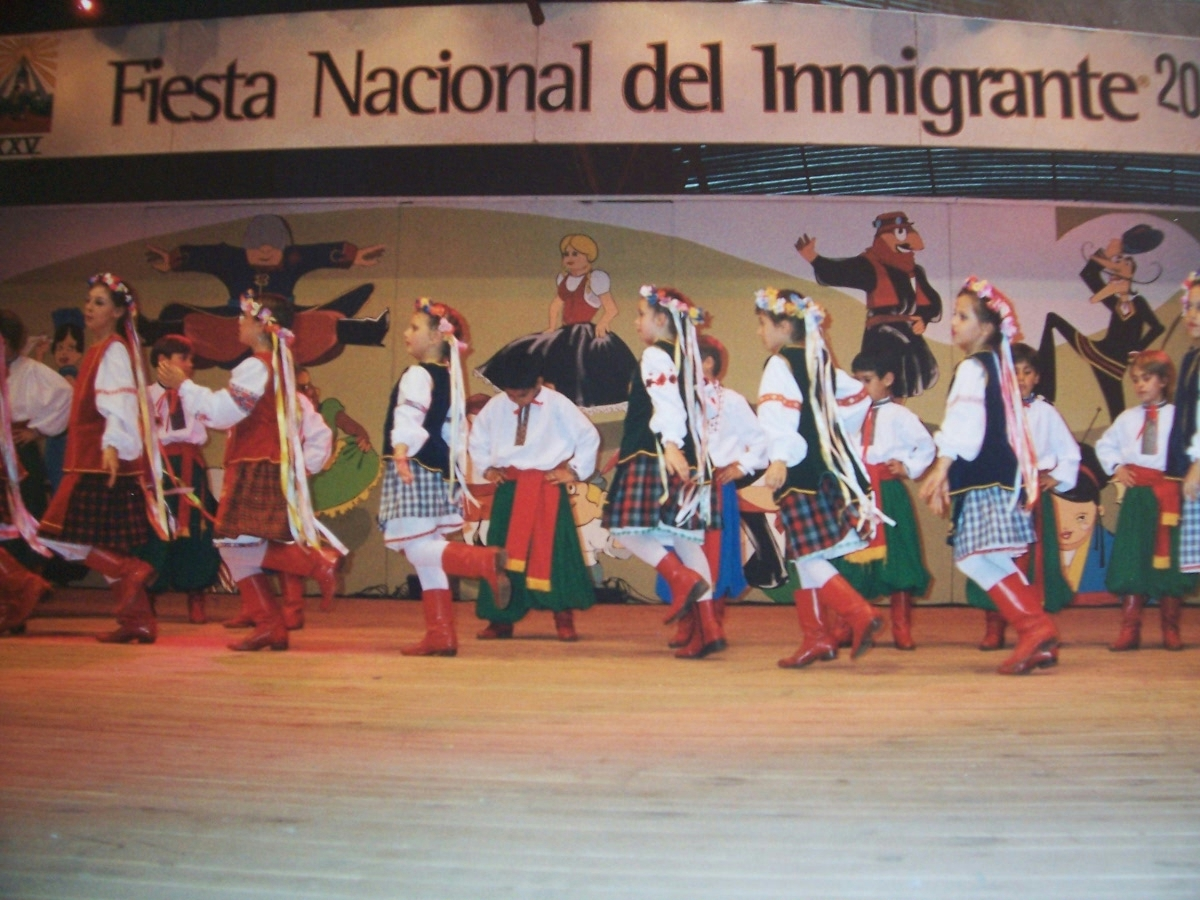
Український танцювальний колектив виступає в Обері (2004)

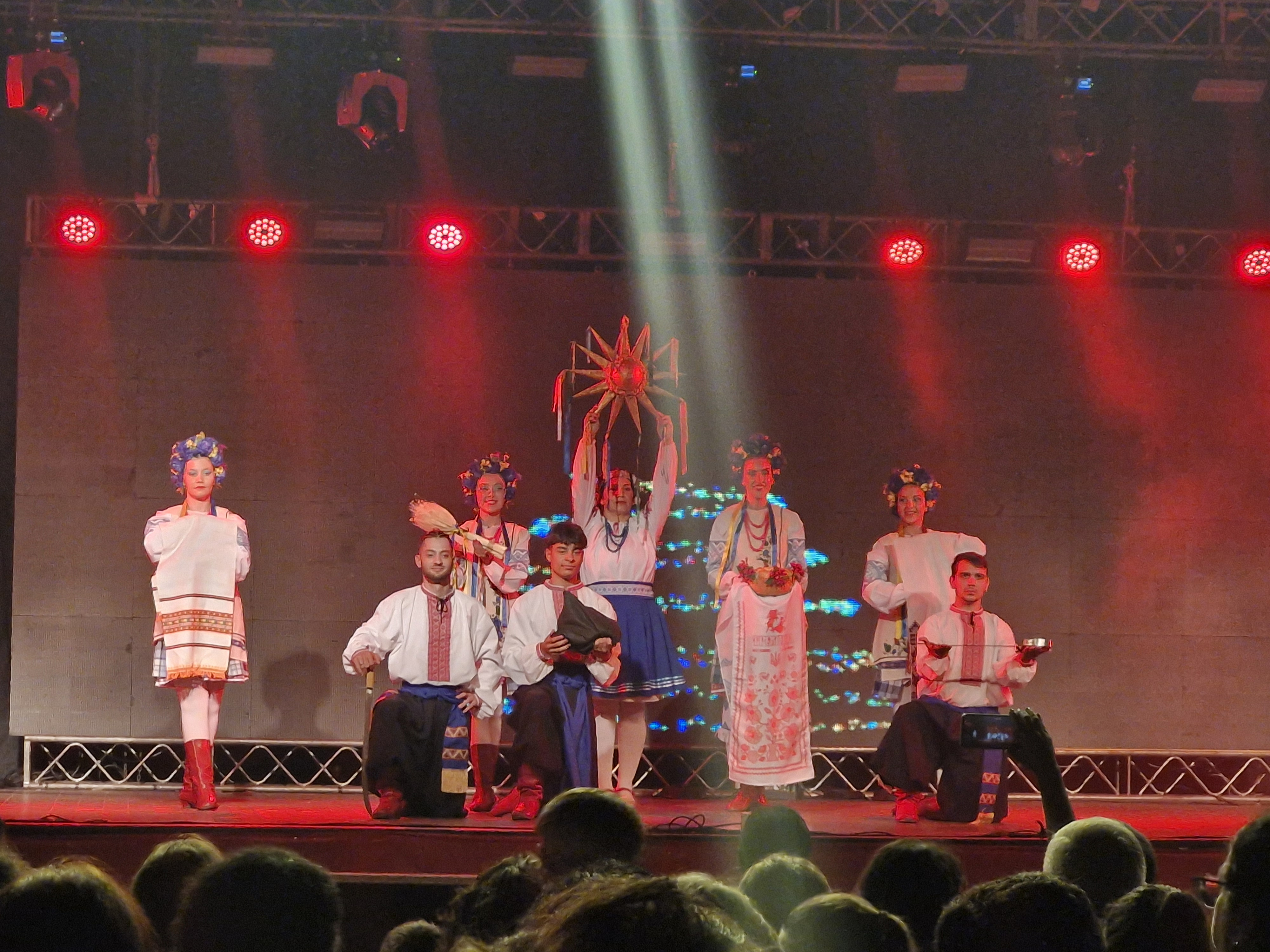
Український танцювальний колектив «Троянда (танцювальний колектив) виступає на різдвяному концерті (2024)

Фольклорні ансамблі є найбільш популярним виявом української культури серед аргентинського суспільства. При організаціях української діаспори діють багато танцювальних та хорових творчих колективів. На 2009 рік зареєстровано, зокрема, 20 фольклорних ансамблів, з них 12 — під керівництвом «Просвіти», 2 — «Відродження», 6 — інших установ-членів УЦР. Загальна чисельність учасників складає 580 осіб.
У підпорядкуванні «Просвіти» знаходяться такі колективи:
- Фольклорний український балет «Просвіта», до складу якого входять понад 60 молодих танцюристів і музикантів, переважно нащадків українців, які постійно виступають з концертами в столиці, різних провінціях Аргентини та за кордоном (Бразилія, Уругвай, Парагвай), беруть участь у танцювальних конкурсах, а у 2001 році відвідали з гастролями низку міст України. Художні керівники ансамблю — Сергій Яремко та Ірина Березовська.
- танцювальний колектив «Зірка» (м. Беріссо)
- танцювальний колектив «Київ» (м. Вільде)
- танцювальний колектив «Весна» (м. Льявальйоль[en], м. Вілья-Караса[es])
- ансамбль українського танцю «Нове покоління» (м. Сан-Мартін[en] і м. Вілья-Аделіна)
- ансамбль українського танцю (м. Росаріо)
- оркестр «Просвіта» (м. Беріссо)
- капела бандуристів ім. Т. Шевченка
- дитячий танцювальний гурток «Просвіта»
- танцювальний гурток «Аркан»
- хор «Карпати»
- хор «Світанок»
- хор «Червона калина»

У підпорядкуванні «Відродження» знаходяться такі колективи:
- ансамбль українського танцю «Журавлі» (м. Беріссо)
- танцювальний ансамбль «Дунай» (м. Авельянеда)

Окрім зазначених вище в Аргентині діють танцювальні колективи «Коломия» і «Веселі Часи» (при Українському товаристві «27 серпня», м. Посадас), танцювальні колективи «Веселка» і «Троянда» (м. Леандро-Н-Алем), танцювальний колектив «Барвінок» (м. Обера), кафедральний хор Братства Св. Софії (м. Буенос-Айрес), хор «Соловей» (м. Обера), танцювальний ансамбль «Паросток» (при УТ «Славна Україна», м. Ресістенсія), танцювальний колектив «Весна» (м. Апостолес), танцювальний колектив «Роксолана» (м. Арістобуло-дель-Вальє).
Окрім того, в провінції Буенос-Айрес також діють низка культурно-спортивних організацій, які об'єднують українських, білоруських та російських емігрантів з колишнього СРСР, зокрема Культурно-спортивний клуб «В. Г. Бєлінський» (м. Сан-Мартін), Культурно-спортивний клуб «М. Горький» (м. Валентин-Альсіна), Культурно-спортивний клуб «Н. А. Островський» (м. Ланус), Культурно-спортивний клуб «Дніпро» (м. Льявальйоль), Культурно-спортивний клуб «О. С. Пушкін» (м. Буенос-Айрес) та Культурний центр «Аврора» (м. Мар-дель-Плата). Ці та деякі інші організації об'єднані у Федерацію культурних об'єднань білоруських, російських та українських іммігрантів.

### Релігійні організації
Серед українців Аргентини 60 % приналежні до греко-католицької церкви, 20 % до православної, 10 % до євангельсько-баптистської церков та 10 % атеїсти.
Українська Автокефальна Православна Церква в Аргентині представлена церквою Святої Покрови в м. Буенос-Айрес. Існують також підпорядковані їй церкви у Трес-Капонес (Місьйонес), Лас-Бреньяс (Чако), Беріссо (Буенос-Айрес), Вілья-Караса (Буенос-Айрес). Також православні українці Аргентини часто є прихожанами РПЦ.
УГКЦ підпорядковується Єпархія Пресвятої Богородиці Покрови Української Католицької Церкви, яка має Кафедральний собор Покрови Пресвятої Богородиці в м. Буенос-Айрес, 18 церков та 36 каплиць, видає двомовну газету «Голос Української церкви». Українські греко-католицькі храми діють у містах Вілья-Аделіна, Саранді, Беріссо, Апостолес, Обера, Посадас, Леандро-Н-Алем, Льявальйоль, Бовен, Саенс-Пенья, Азара, Серро-Морено, Колонія-Льєбіґ, Ель-Колорадо, Лас-Тунас, Сан-Хосе, Сан-Вісенте.

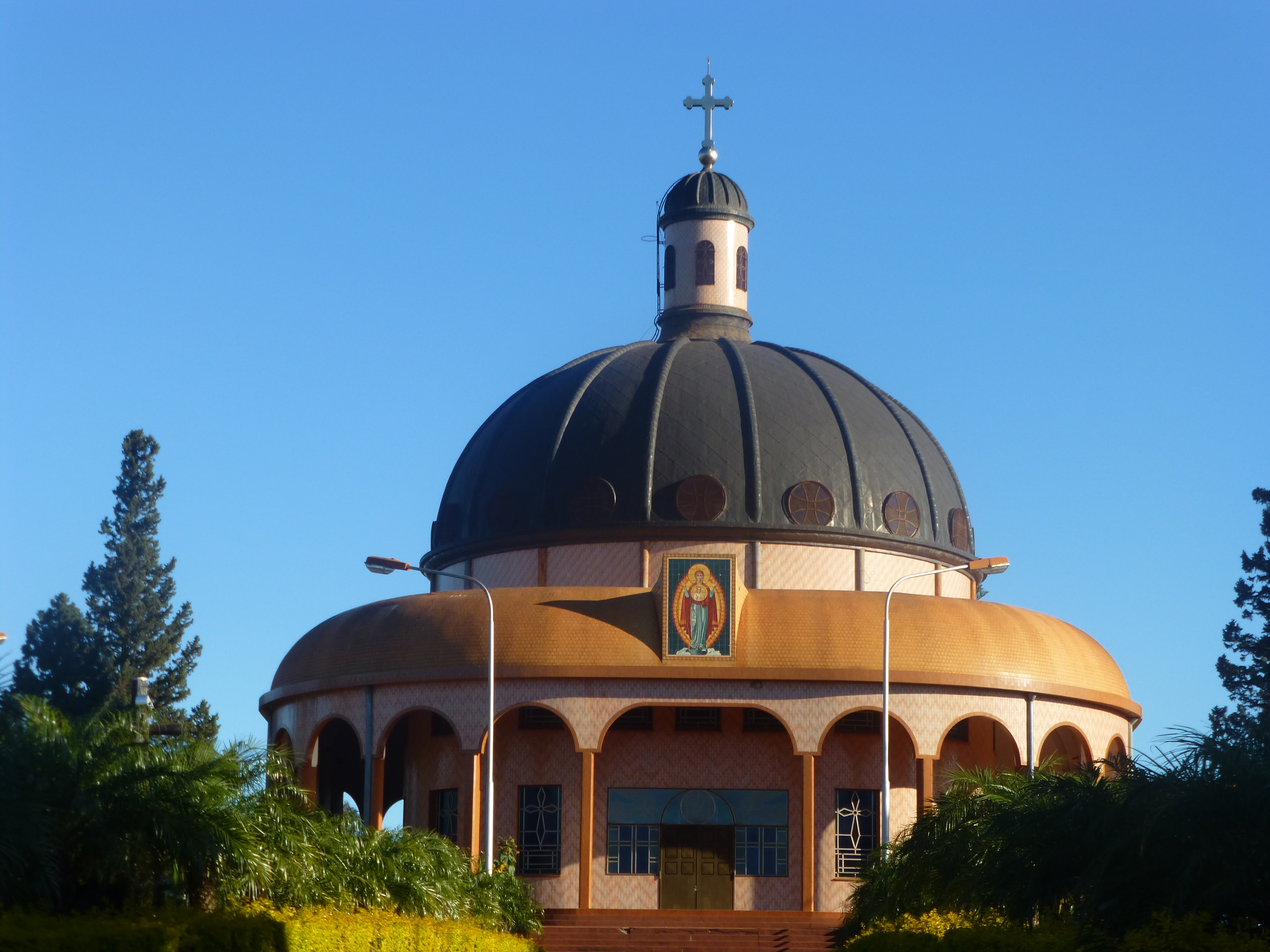
Українська церква в Обері
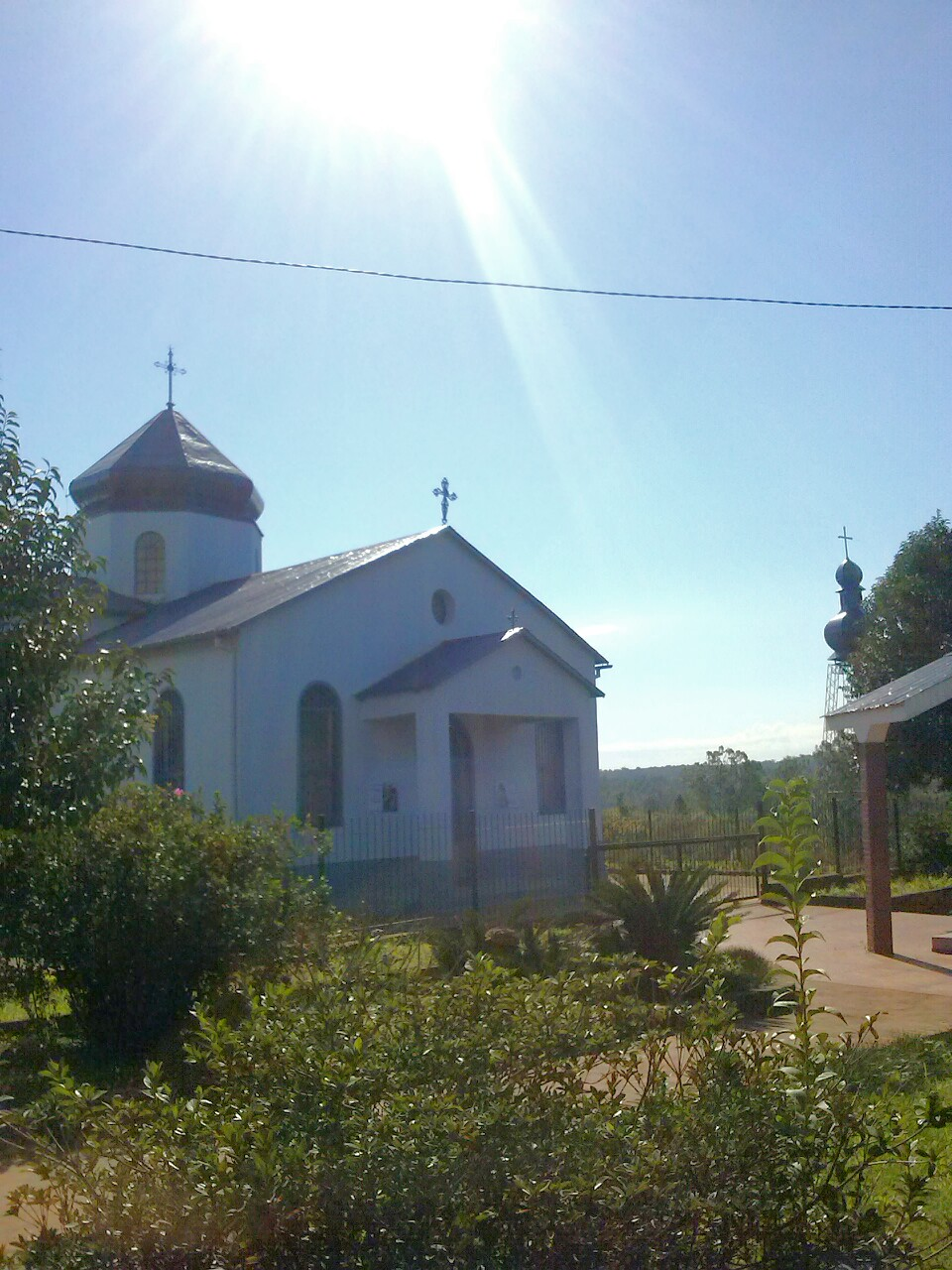
Українська церква (Місьйонес)
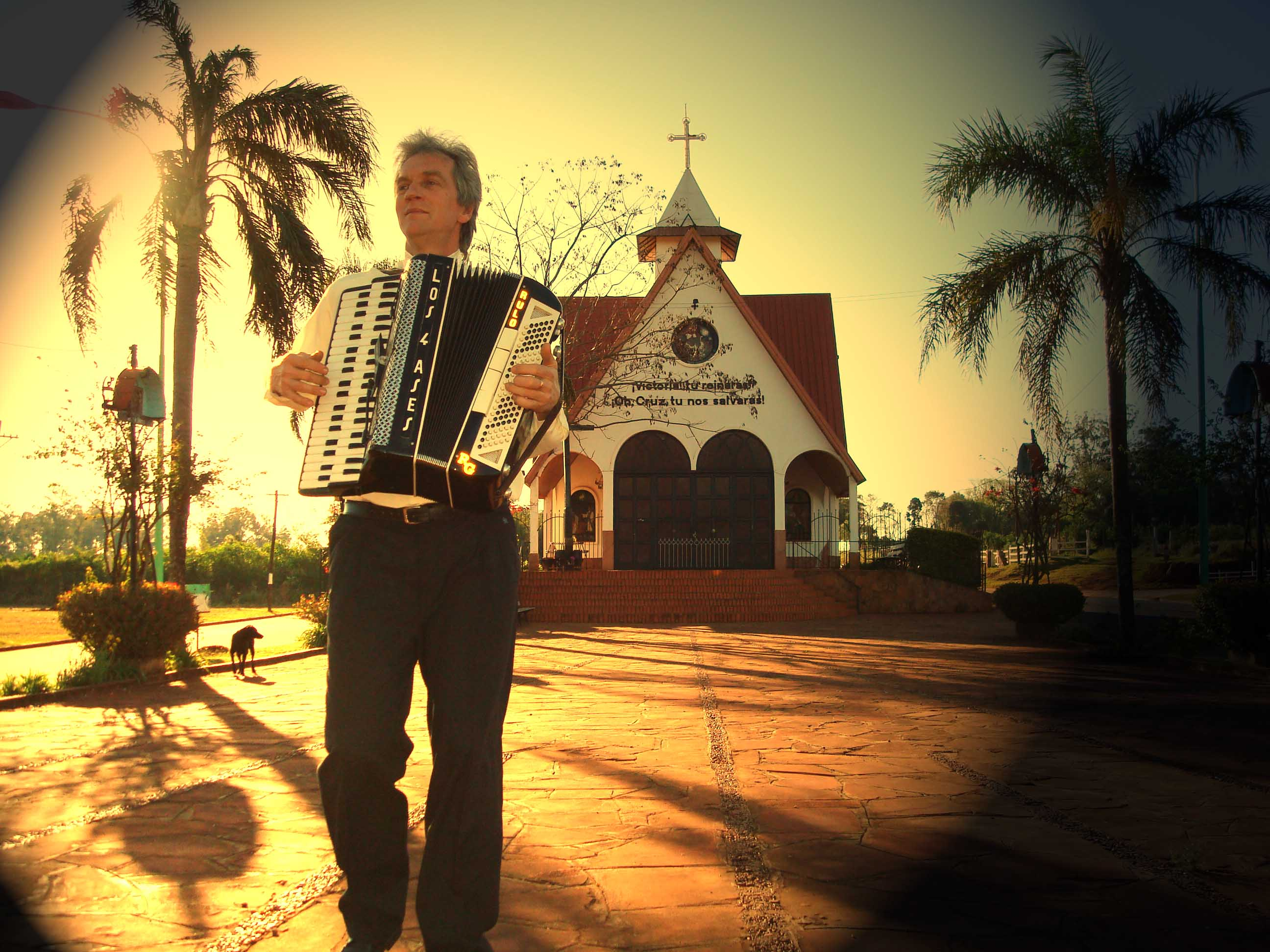
Акордеоніст біля української церкви в Апостолесі

## Визначні представники української громади

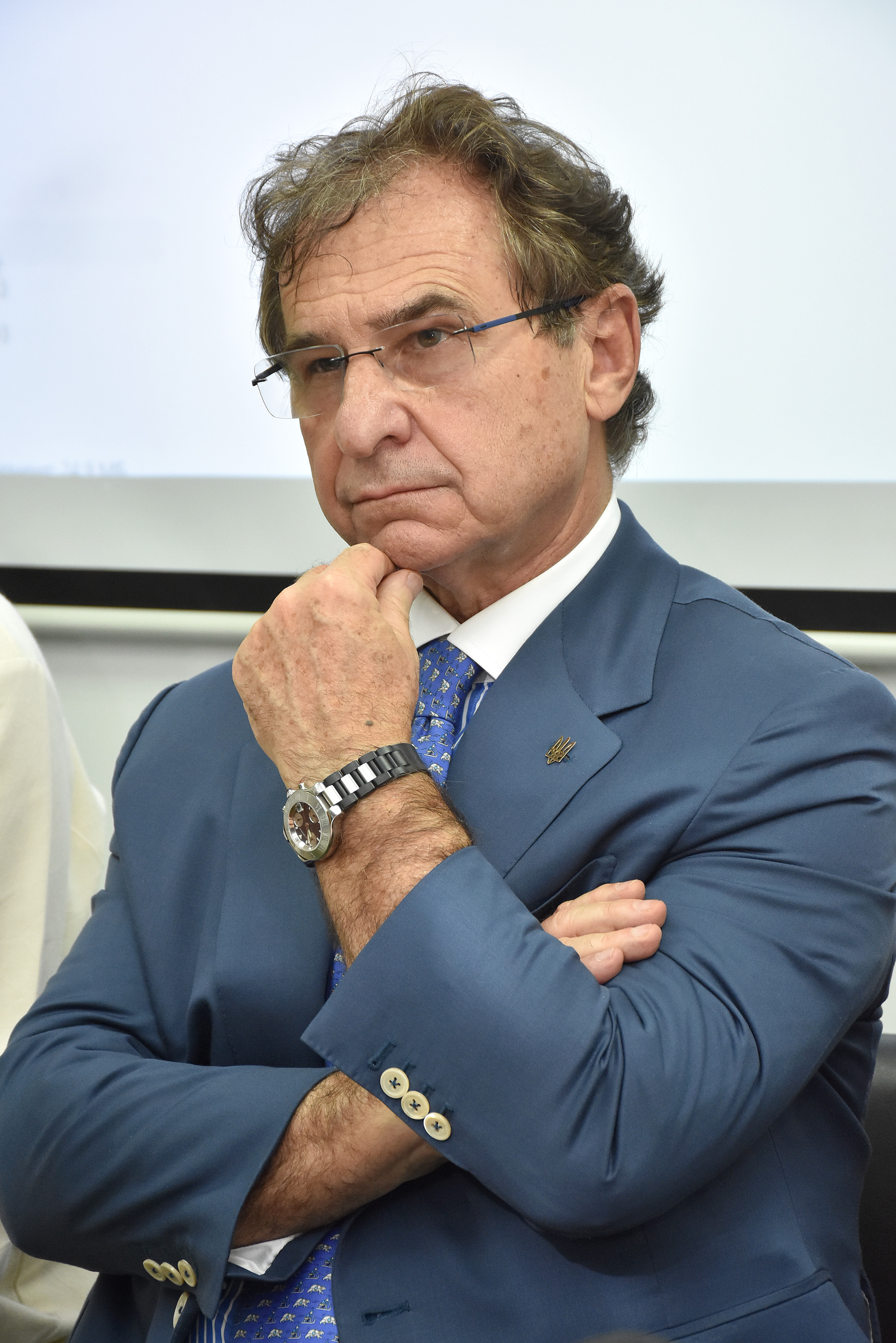
Петро Лилик

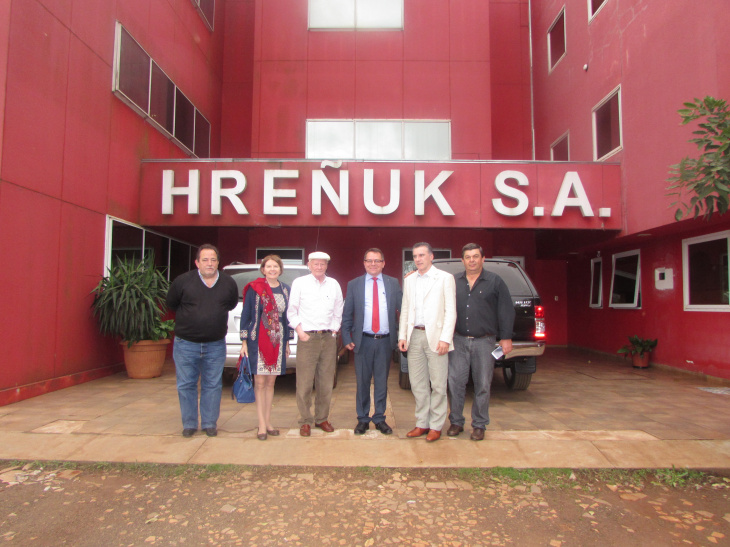
Посол України в Аргентині та директор Rosamonte Роман Гренюк на фабриці Hreñuk S.A. (2016)

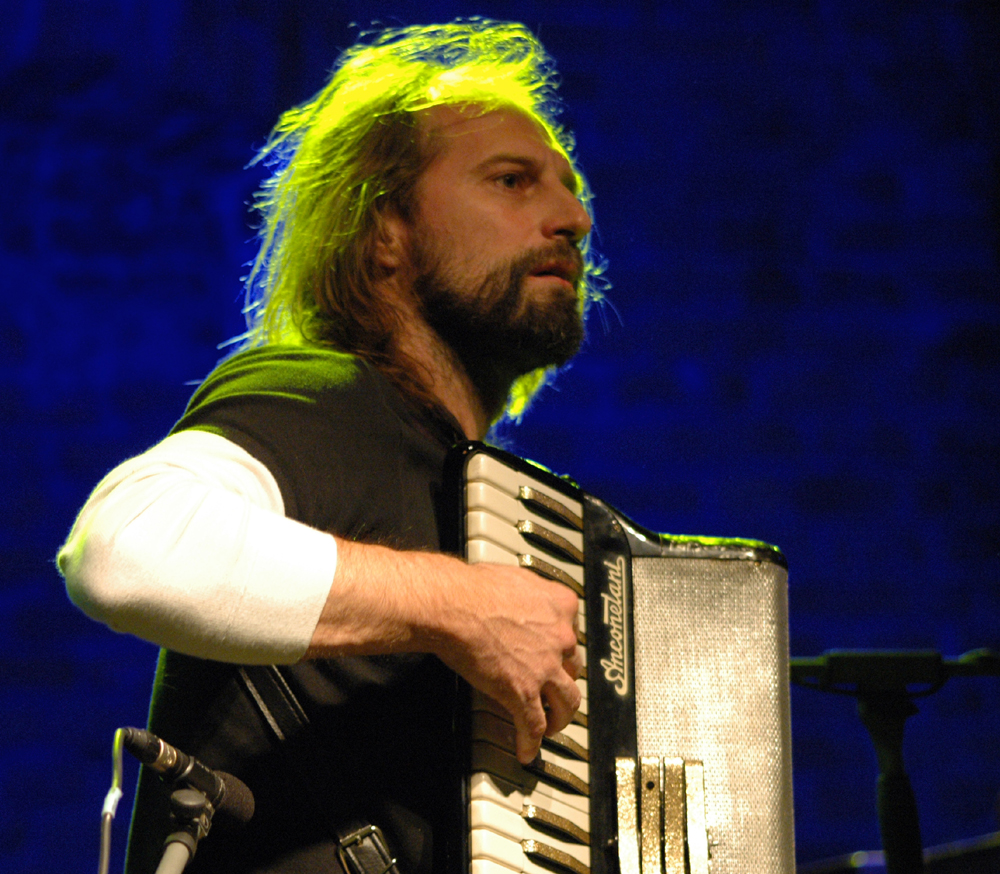
Чанго Спасюк

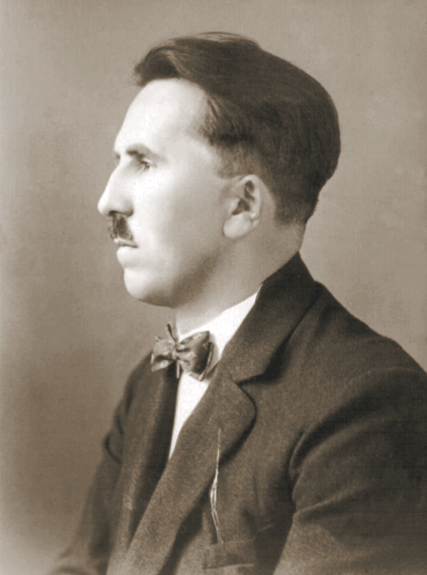
Юрій Полянський

- Еухеніо Бладіміро Юзва — засновник Інституту радіодіагностики та одонтології в місті Ла-Плата, колишній мер міста Беріссо і колишній голова Української Центральної Репрезентації в Аргентинській Республіці.
- Густаво Гробокопатель — президент Групи «Los Grobo[es]», яка є власником 130 тис. гектарів орних земель в Аргентині, Уругваї та Парагваї, одного з лідерів аграрного виробництва зернових культур в Аргентині.
- Рамон Гренюк — син засновника Димитра Гренюка та власник компанії Rosamonte промислової групи «HREÑUK S.A.», одного з найбільших в Аргентині виробників та експортерів чаю та мате.
- Дієго Муруняк — Почесний консул України у провінції Місьйонес, засновник і президент компанії «Кооператіва Табакалера де Місьйонес» (найбільший в країні експортер тютюну та цитрусових), власник підприємства-розплідника фруктових та декоративних рослин, плантацій чаю мате, тютюну, цитрусових та лісонасаджень.
- Хорхе Нестор — член Ради директорів компанії «СІМА СА» (виробник і експортер чаю, мате та сільськогосподарської продукції), засновник і віце-президент Асоціації виробників тютюну провінції Місьйонес, голова Аргентинсько-української торговельно-промислової палати, обіймав різні державні посади в уряді провінції Місьйонес.
- Еліас Андрухович — власник великого готельного комплексу «Кабаньяс дель Парке» у м. Обера (Місьйонес).
- Оскар Пабло Дудик — член Палати депутатів провінції Чако.
- Оскар Коровайчук — підприємець у галузі сільського господарства та співзасновник низки компаній, які спеціалізуються на виробництві та пакуванні фруктових соків, концентратів і мінеральних вод, Почесний консул України у провінціях Чако і Формоса.
- Петро Лилик — нейрохірург, засновник та директор Інституту внутрішньосудинної нейрохірургії та інтервенційної радіології «ENERI» в м. Буенос-Айрес. Розроблені ним технології діагностики і методика лікування є унікальними в Латинській Америці. Голова УЦР та почесний консул України в Аргентині.
- Чанґо Спасюк — широковідомий як в Аргентині, так і за кордоном акордеоніст-віртуоз, композитор, автор і ведучий просвітницько-музичної передачі на одному з загальнонаціональних аргентинських телеканалів.
- Іван Бандура — ґрунтознавець та гідролог, автор друкованих праць українською та іспанською мовами.
- Альберто Лисий — аргентинський скрипаль та диригент українського походження
- Крістіан Дзвоник[en] — відомий карикатурист
- Хуліо Коропецький[es] — підприємець, власник автобусної компанії та президент футбольного клубу Крусеро-дель-Норте
- Михайло Василик — історик, є автором чисельних публікацій про Україну, зокрема, книг «Історія України», «Пострадянська економіка», «Українська імміграція в Аргентину»
- Леонід Голоцван — поет і перекладач, автор перекладу збірки поезій Т. Шевченка «Кобзар», яка вперше була видана в Україні іспанською мовою («Всесвіт», 2003 р.), «Антології української поезії», підручника з граматики української мови, збірки «Україна — пам'ять тисячолітнього народу», перекладів обраних творів І. Франка, П. Тичини, В. Стуса та ін.
- Хорхе Баланда — колишній Почесний консул України в провінції Місьйонес, Голова Північного угруповання УЦР
- Віктор Цимбал — український художник, графік та ілюстратор. Мав виставки у Буенос-Айресі (1936, 1948, 1956, 1959).
- Борис Крюков — український живописець, графік, мозаїст, театральний декоратор. Ілюстрував велику кількість книжок українських та аргентинських видавництв, мав виставки в Аргентині, Канаді, США, лауреат міжнародних премій.
- Костянтин Бульдин — український різьбяр, скульптор і маляр. Займався оформленням виставки в Авельянеді та комплексу «Республіка дітей[en]» в провінції Буенос-Айрес.
- Олександер Климко — український архітектор, графік, живописець, карикатурист, ілюстратор. Оформлював Національний театр[en] у Буенос-Айресі, українську церкву в Беріссо, працював також у декоративному мистецтві, як декоратор кіностудій.
- Юрій Тис-Крохмалюк — український письменник, журналіст, видавець, військовий історик.
- Євген Онацький — український націоналіст, журналіст і науковець, громадський і політичний діяч. Одним з засновників і перший голова Спілки українських науковців, митців та літераторів в Буенос-Айресі, а також був головою УЦР.
- Ігор Качуровський — український поет, перекладач, прозаїк, літературознавець, педагог, радіожурналіст. Був редактором декількох українських журналів в Аргентині, викладав українську літературу в Католицькому університеті, перекладав твори аргентинських письменників українською.
- Оксана Драгоманова — українська письменниця, перекладачка, громадська діячка. Очолювала перше жіноче українське товариство в Аргентині, була членом правління і головою Спілки українських науковців, літераторів і митців. Брала участь у складанні українсько-іспанського словника «Перші кроки українця в Аргентині».
- Богдан Галайчук — український правник, політолог, публіцист. Викладав у Аргентинському католицькому університеті і в Університеті Бельграно, був головою філії Католицького університету ім. Папи Климентія, працював як журналіст у виданнях української діаспори, пластовий виховник і провідний член Українського католицького об'єднання.
- Юрій Полянський — український геолог, географ і археолог. Працював в Аргентині як геолог, виконуючи різні дослідження для Державного геологічного інституту, був професором Університету Буенос-Айреса. В Аргентині опублікував 31 працю, переважно іспанською мовою. Деякі його праці Університет використовував як підручники.
- Андрій (Сапеляк) — перший греко-католицький єпископ в Аргентині, працював в керівних органах УЦР, автор досліджень про життя української діаспори в Аргентині
- Роберто Козак — аргентинський дипломат українського походження. За допомогу політичним в'язням після чилійського перевороту 1973 року його називають «чилійським Оскаром Шиндлером».
- Адріан Чорномаз — аргентинський футболіст
- Андрій Аґрес — ректор Технологічного інституту Буенос-Айреса
- Франко Алехандро Колапінто — аргентинський пілот Formula 1